# Křesťanská sakrální architektura

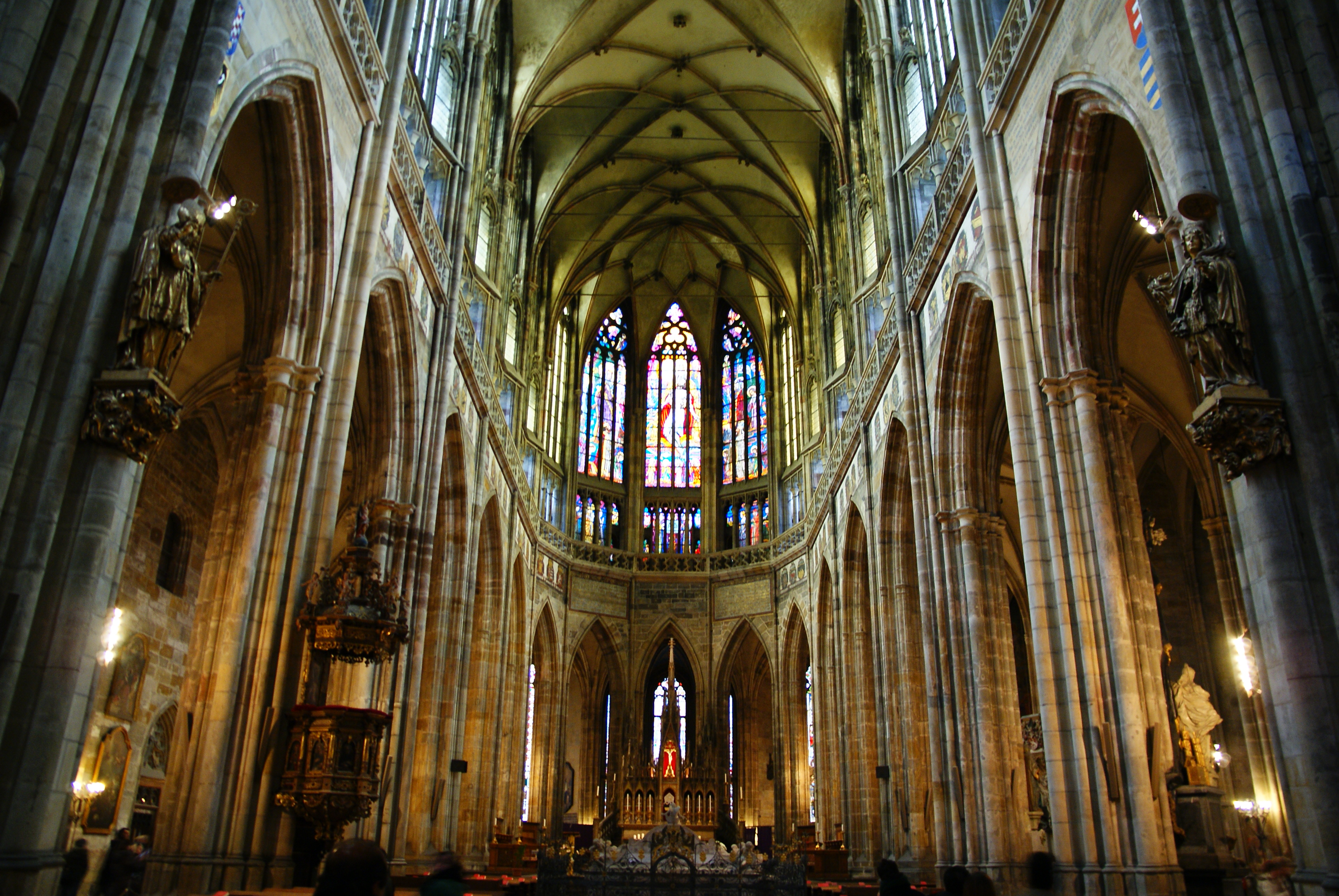
Praha, katedrála – interiér

Křesťanská sakrální architektura (z latinského sacer – „svatý“, „posvátný“), to jsou křesťanské sakrální stavby. Slouží k rituálním a bohoslužebným účelům, k individuální meditaci, dále k setkávání věřících za účelem společného uctívání a chvály Boha. Nejběžnějšími typy těchto staveb jsou katedrály, baziliky, síňové či halové kostely, kaple, rotundy, baptisteria, , modlitebny nebo kláštery. Křestní rituál se ve starověku a raném středověku odehrával v baptisteriích. S pohřebními obřady a kultem mrtvých jsou spojené krypty, mauzolea, katakomby, martyria, karnery, (hřbitovní kaple), kostnice a hřbitovy, převážně s lidovou zbožností pak drobné sakrální stavby jako boží muka, křížové cesty, poutní místa i kříže u cesty.
Cílem křesťanské sakrální architektury je především poskytnout výlučný zasvěcený prostor, dále vyvolávat v lidech určité představy, citová hnutí a myšlenky, neboť zvláštní prostor sakrálních staveb pomáhá křesťanům přiblížit se k Bohu. Každé náboženské společenství s vyhraněnou soustavou názorů a teorií mělo a má svou vlastní specifickou architekturu, která se díky použité symbolice stává jeho výrazem. Pro její hlubší pochopení je potřeba znát vůdčí, formativní ideje daného společenství.

## Symbolika v křesťanské architektuře

Ichthys

Již v době pronásledování prvních křesťanů vznikaly symboly, které se následující staletí stále opakují v mozaikách, malbách i sochařské výzdobě křesťanských sakrálních staveb. Nejpoužívanějšími jsou kříž (symbol Kristova umučení), ryba (ichthys, odkazuje na apoštoly jako rybáře lidí), loď (církev jako místo pokoje), holubice (Duch Svatý), beránek (symbol nevinnosti a čistoty), Boží oko (lidské oko v trojúhelníku znázorňuje Boží trojjedinost), písmena alfa a omega (začátek a konec) nebo Kristův monogram. V závorkách uvedené vysvětlení uvádí pouze nejčastější význam těchto symbolů, nikoliv jediný.

Křížový půdorys křesťanského kostela

Křesťanství nepovažuje kostel za sídlo Boha, ale za místo, kde je nejjednodušší se s ním setkat. Používání nákladných a trvanlivých materiálů odráží lidskou touhu po věčnosti. Rituálním aktem, který vyděluje pouhou materiální stavbu z profánního užívání a proměňuje ji v sakrální, je vysvěcení. Uložení ostatků světce, jemuž je kostel zasvěcen, do oltáře, vytváří pro věřící přímý historický i duchovní spojovací článek s Kristem. Křesťanský kostel vyjadřuje silný vztah mezi budovou a tělem: kostel symbolizuje tělo Krista, křížový půdorys kostela jeho tělo na kříži, kruhové půdorysy chrámů odkazují na jednotu a dokonalost Boha. Kněz slouží mši na místě hlavy, kde se požívá Kristova krev a tělo. Kristus představuje nejen božství, ale i lidství, a v některých byzantských kostelích je symbolismus těla výraznější: chrámová loď reprezentuje lidské tělo, kněžiště duši a oltář ducha. Architektonickou geometrii, založenou na lidském těle, převzali a rozvinuli především renesanční stavitelé od římského teoretika architektury Vitruvia (1. století př. n. l.). Dobrým příkladem jsou bazilika v Chartres nebo kostel v opatství Cluny ve Francii, dějišti clunyjské reformy, jehož půdorys byl založen na modulové jednotce pěti románských nohou a tyto moduly byly dále seskupeny podle různých teorií matematické dokonalosti, včetně Platónovy následnosti čtverců (1, 3, 9, 27) a Pythagorovy číselné řady, o níž se věřilo, že je podkladem vesmíru i hudby a krásy ve výtvarném umění.
Základním půdorysem západních raně křesťanských staveb byl latinský kříž. Dlouhá loď vedla od západu ke kratšímu kněžišti na východě, kde byl umístěn oltář. Ramena kříže tvořila příčná loď (transept). Kolem tohoto základního rozvržení vyrostla složitá křesťanská symbolika. Severní rameno transeptu, vzbuzující asociace s temnotou, chladem a zlem, bylo zdobeno výjevy ze Starého Zákona, jižní rameno, spojované se světlem a teplem, zobrazovalo výjevy z Nového Zákona. Cesta chrámovou lodí od západu k východu završená oltářem – symbolem Kristova života – představovala přechod z méně posvátného prostoru do posvátnějšího, nebo od smrti k věčnému životu. Tuto symboliku zesilovalo umístění křtitelnice, symbolického počátku křesťanského života, na západním konci u vchodu do chrámové lodě. Východní, byzantský styl soustředil architekturu i bohoslužbu ke kupoli, představující nebeskou klenbu. Kupole byla často umístěna centrálně a na půdorysu řeckého kříže. Oltář podržel svou důležitost, ale byl skryt za zástěnou (ikonostasem). Jeho skryté poloze, pro laické věřící nedostupné, se přisuzovala značná mystická symbolika (věřilo se, že když kněz projde za tuto zástěnu s ikonami, stává se andělem).
Moderní křesťanská architektura již není svázána přísnými pravidly stavebních slohů, ale velký důraz na symboliku sakrálních staveb zůstal zachován, ne-li povýšen na hlavní atribut těchto staveb.

## Starověk (1.–5. století)
Pro rodící se křesťanskou architekturu byla nejdůležitější řecko-římská etapa starověku, nazývaná antika.

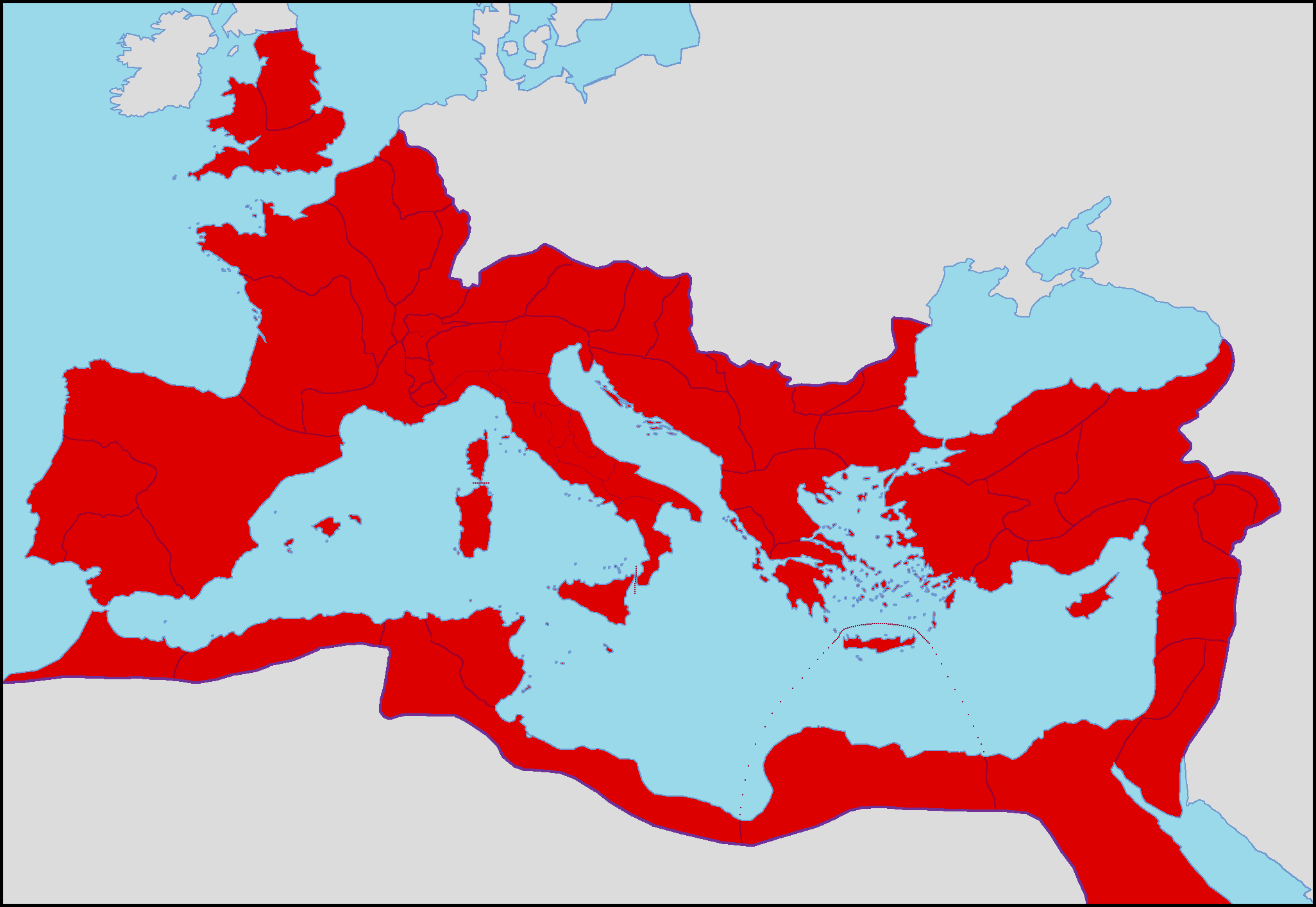
Římská říše r. 280

Křesťanství bylo už téměř tři staletí staré, když ho římský císař Konstantin I. uznal ediktem milánským za tolerované a od roku 380 se stalo oficiálním náboženstvím římské říše. To mělo výrazný dopad na křesťanskou architekturu. Během staletí represí totiž musela místa k setkávání pro uctívání Boha zůstat utajená a jejich architektura byla proto záměrně skromná a nenápadná. První křesťané konali bohoslužby nad hroby mučedníků, skrytí v katakombách, nebo se shromažďovali v domech souvěrců. Poté, co jejich pronásledování ustalo, objevila se výzva vyvinout architekturu, která by byla monumentální a zároveň křesťanská.

### Evropa

Bazilika, příčný řez

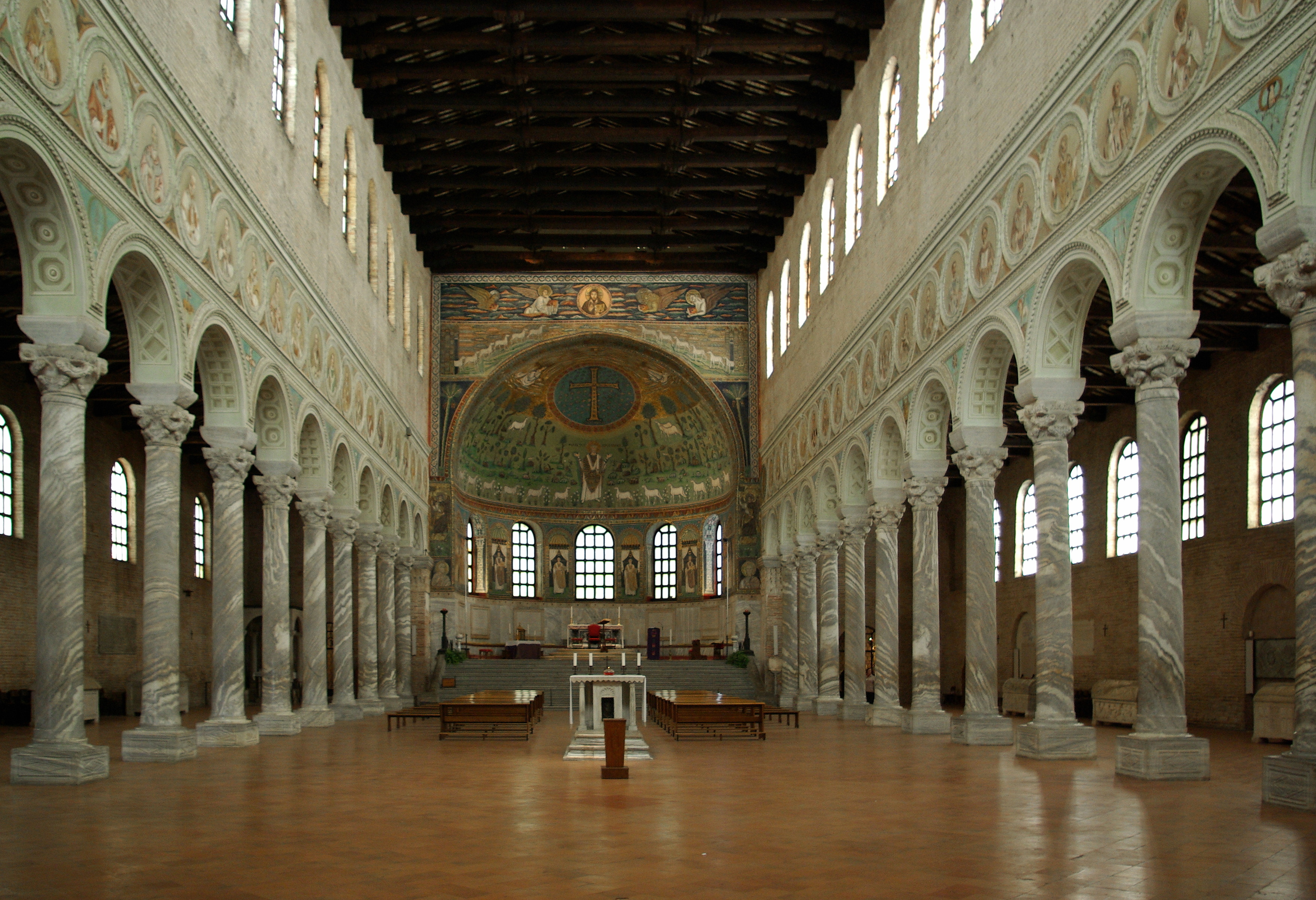
Bazilika v Ravenně, interiér

V rané křesťanské architektuře se ustálily dva hlavní typy raně křesťanských staveb: centrální a podélné. Stavby s centrálním půdorysem ve tvaru kruhu, kříže či mnohoúhelníku byly budovány pro označení svatých míst, jako byla například místa úmrtí svatých (martyria), hrobky (mauzolea) nebo ke křtu nových věřících (baptisteria). Pro shromáždění osob však bylo vhodnější používat stavby s podélným půdorysem, nazývané baziliky. Jejich prostor byl většinou trojlodní až pětilodní, přičemž střední loď byla širší a vyšší než boční lodě a byla osvětlena tzv. bazilikálním způsobem. Svatyně se nacházela obvykle na východním konci, ve vyčnívající polokruhové apsidě. Atrium před bazilikou poskytovalo prostor pro katechumeny, kteří se mohli účastnit první části bohoslužby, ale ne přijímání. Střechy raně křesťanských staveb byly většinou z otevřených krovů nebo kazetové, zdi byly z cihel nebo střídajících se cihel s kameny a betonem. Na rozdíl od strohých exteriérů býval interiér bohatě zdoben zlacením, mozaikami, freskami, mramorem, drahokamy, řezbářskými pracemi s geometrickými a rostlinnými vzory a podobně.
- Bazilika sv. Petra, Řím (319–322) – postavena Konstantinem I. Velikým nad hrobem apoštola Petra nedaleko Neronova cirku, kde byl umučen. Jeho hrob byl uctíván již v raně křesťanských dobách. V 15. století pak byla postavena na místě rozpadajícího se kostela nová bazilika.[7]
- Bazilika sv. Eufrazia, Poreč, Chorvatsko (4. století – kaple, 5.–6. století – bazilika)
- Mauzoleum Gally Placidie, Ravenna (cca 425)
- Bazilika sv. Demetria, Soluň (konec 5. století)

### Asie

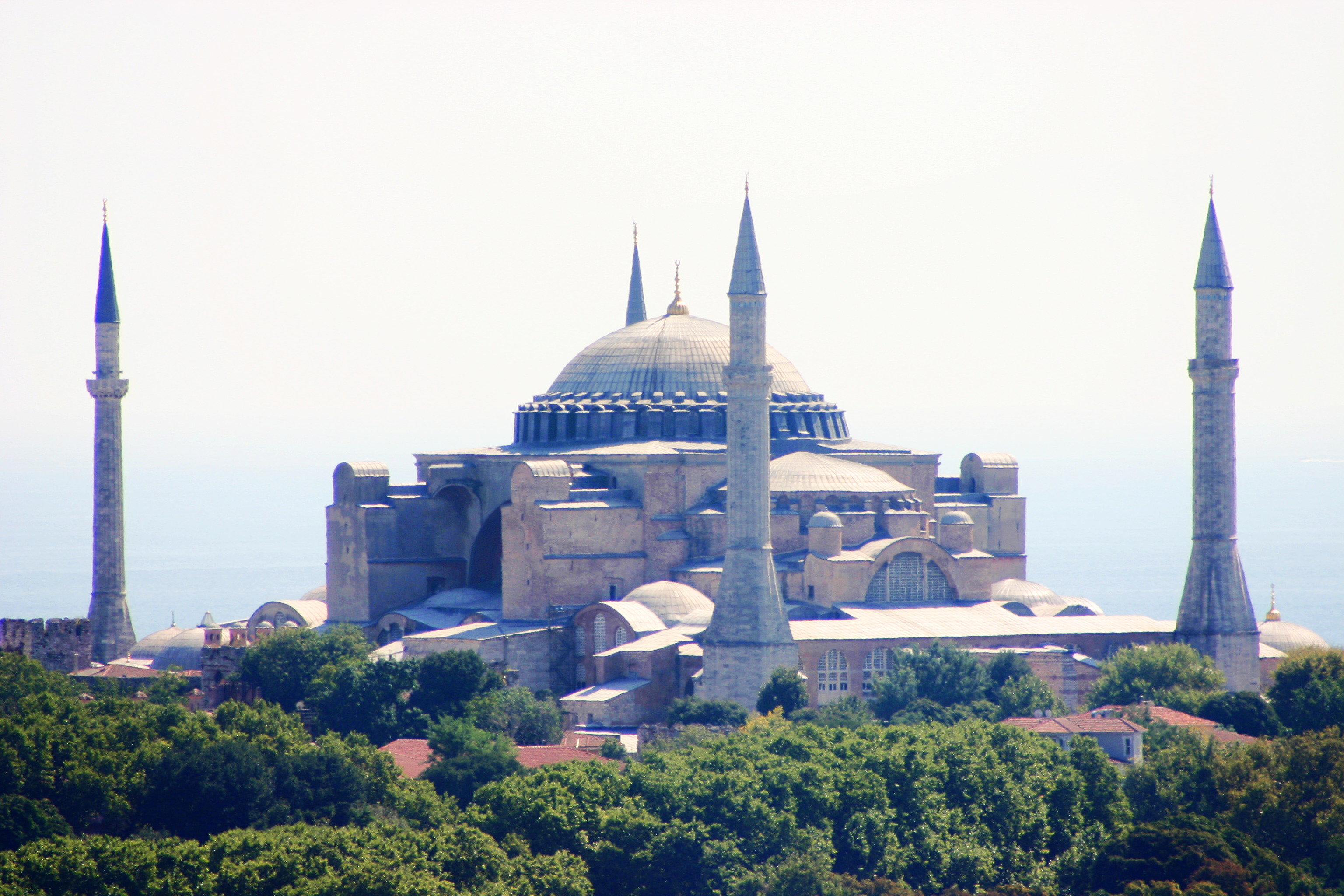
Hagia Sophia

Počátky raně křesťanské architektury ve východní části Římské říše byly obdobné jako v její západní části. Rozmach a prosperita byzantské říše za vlády císaře Justiniána v 6. století vyústily v období architektonické inovace, která vedla k přeměně raně křesťanského stavebního slohu v byzantský sloh. Projevily se v něm tendence k větší složitosti a především k centrálním půdorysům, což souviselo s východní liturgií: pozornost byla zaměřena na hlavní chrámovou loď, která se stala místem procesí, zatímco věřící přihlíželi z výklenků, galerií a předsíní. Častým prvkem byla čtvercová loď s kupolí, vestavěná do obdélníkové baziliky. Zaklenutí čtvercového půdorysu kopulí umožňoval pendantiv a díky používání tenkých cihel místo betonu a kamene bylo možné vytvořit úzké, lehké klenby, schopné překlenout větší rozpětí s menším počtem a užšími podpěrami. Interiér byl bohatě zdoben mozaikami. Jedny z prvních křesťanských kostelů byly postaveny v Arménii a Gruzii (křesťanství zde bylo státním náboženstvím již od počátku 4. století) a typické pro ně byly centrální půdorysy, vysoké tambury a špičaté věže. Syrské baziliky mívaly po stranách hlavního průčelí dvě hranolové věže a před ním dvůr se sloupovím a studnou pro občerstvení věřících. Kolem byly obytné a hospodářské budovy a celek tak předznamenával svou soběstačností pozdější řešení klášterů. Zvláštním typem byly jeskynní kostely – například v Turecké Kappadokii, kde byly jednoduché baziliky vytesány ve skále.

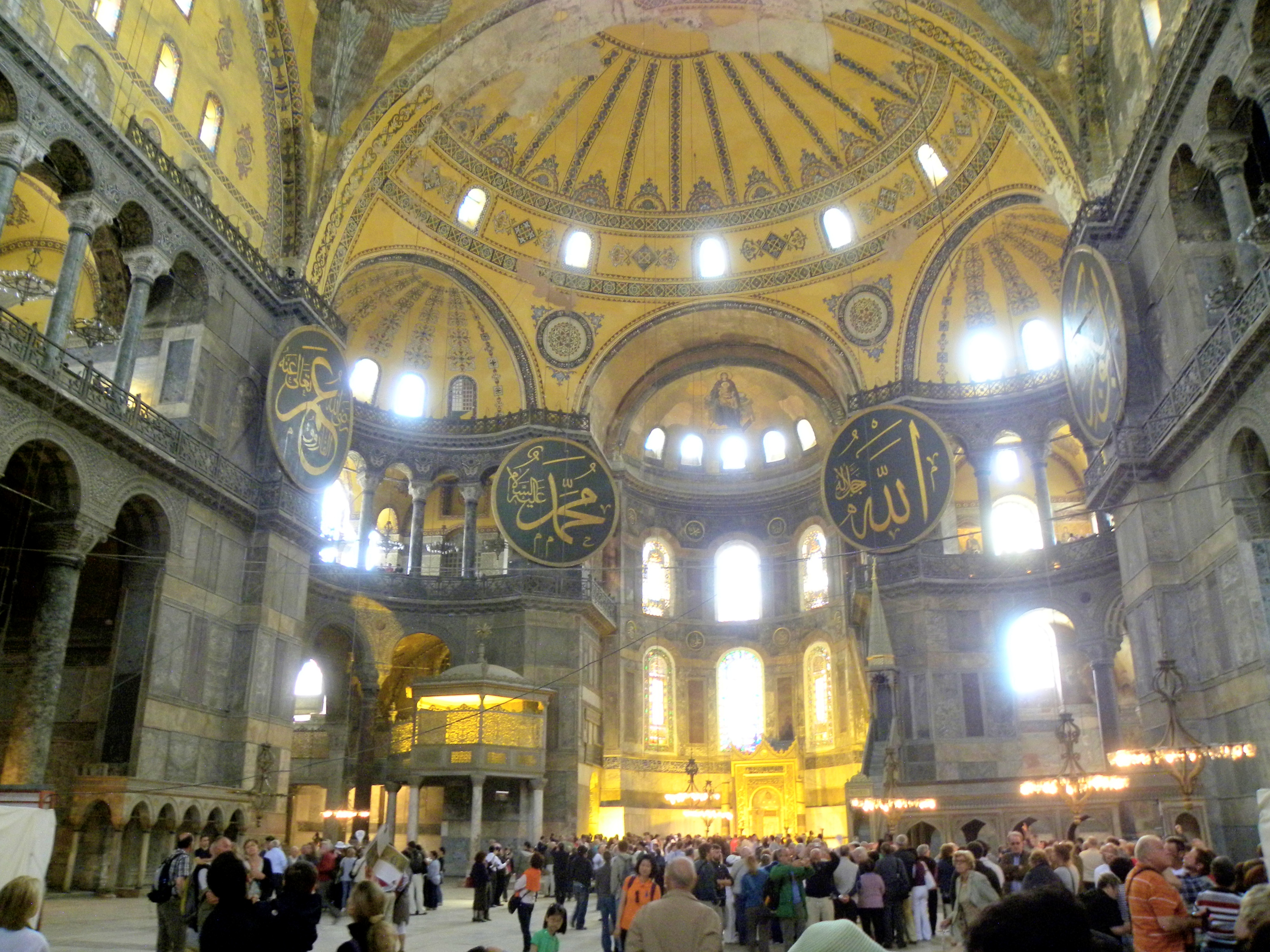
Hagia Sophia, interiér

- Katedrální chrám v arménském Ečmiadzinu (303)
- Chrám Božího hrobu, Jeruzalém (kolem 345)
- Klášter Mar Saba, Palestina (492)[10]
- Bazilika v Turmaninu, Sýrie (5. století)
- Katedrála Sioni, Tbilisi, Gruzie (5. století)
- Hagia Sofia, Konstantinopol (532–537) – přestavěná na mešitu včetně minaretů, dnes je v ní muzeum.

### Afrika

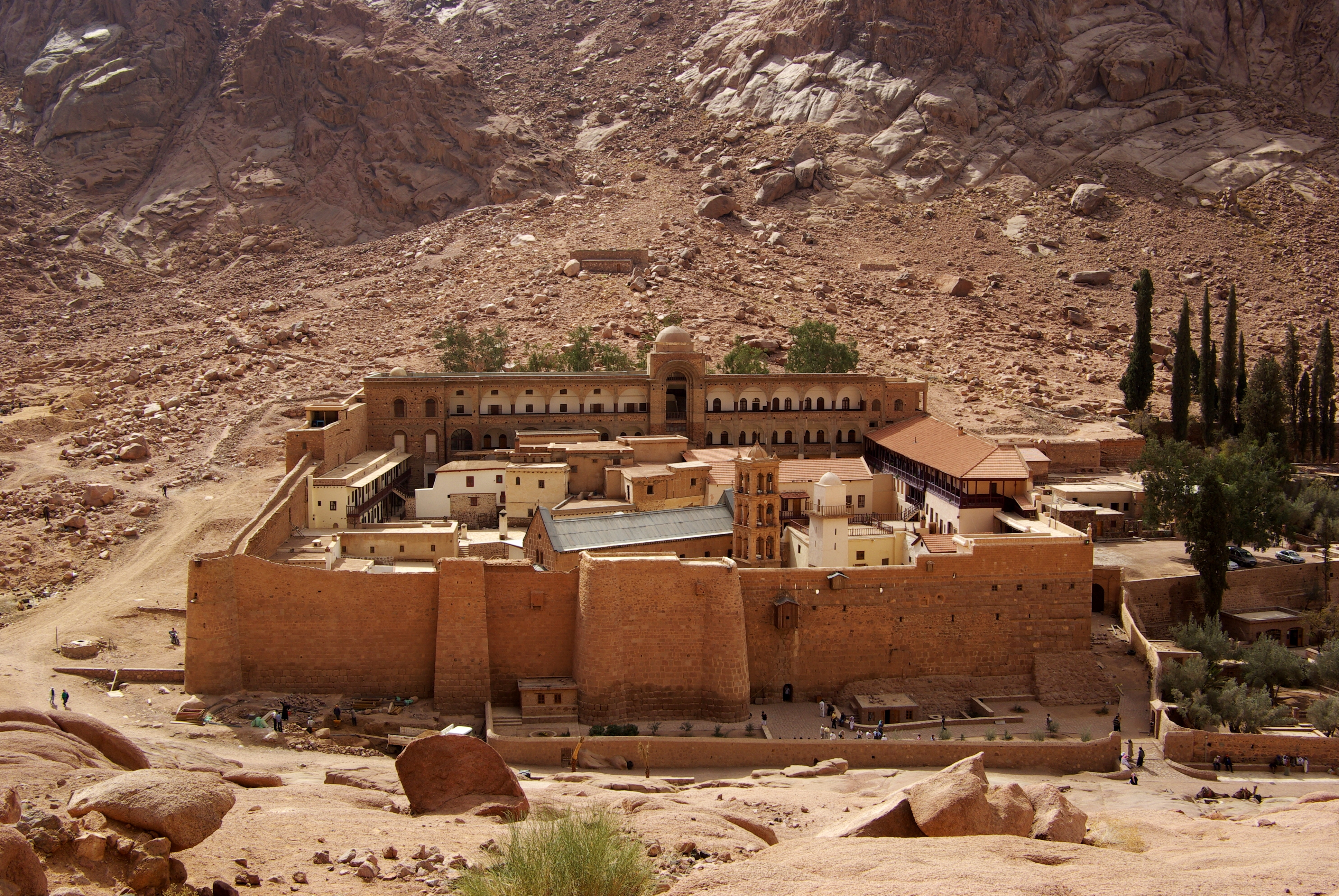
Klášter sv. Kateřiny, Sinaj

Centra raného křesťanství na africkém kontinentě byla především v Egyptě a v Etiopii (Aksúm). V Egyptě byly koptskými křesťany zakládány kláštery již ve 3. století. Jejich architektura byla silně ovlivněna syrským raně křesťanským uměním. V architektuře se uplatňoval tříapsidový bazilikální typ s příčnou lodí, v 5. a 6. století kláštery s kupolovými kostely na čtvercovém půdorysu. Interiér byl vyzdoben nástěnnými malbami a sochami, které využívaly eklektickou ikonografii (mytologické a biblické náměty a symboly).
- Klášter sv. Antonína, Egypt (326)
- Klášter sv. Kateřiny, hora Sinaj, Egypt (4. století)

- koptský kostel Abú Serga v Káhiře, Egypt (5. století)
- Bazilika v Dendeře, Egypt (5. století)

## Středověk (6.–15. století)
Období od rozpadu římské říše do objevení Ameriky, nazývané jako středověk, přineslo spolu se vzrůstajícím společenským a politickým vlivem křesťanské církve i velký rozmach křesťanské architektury.

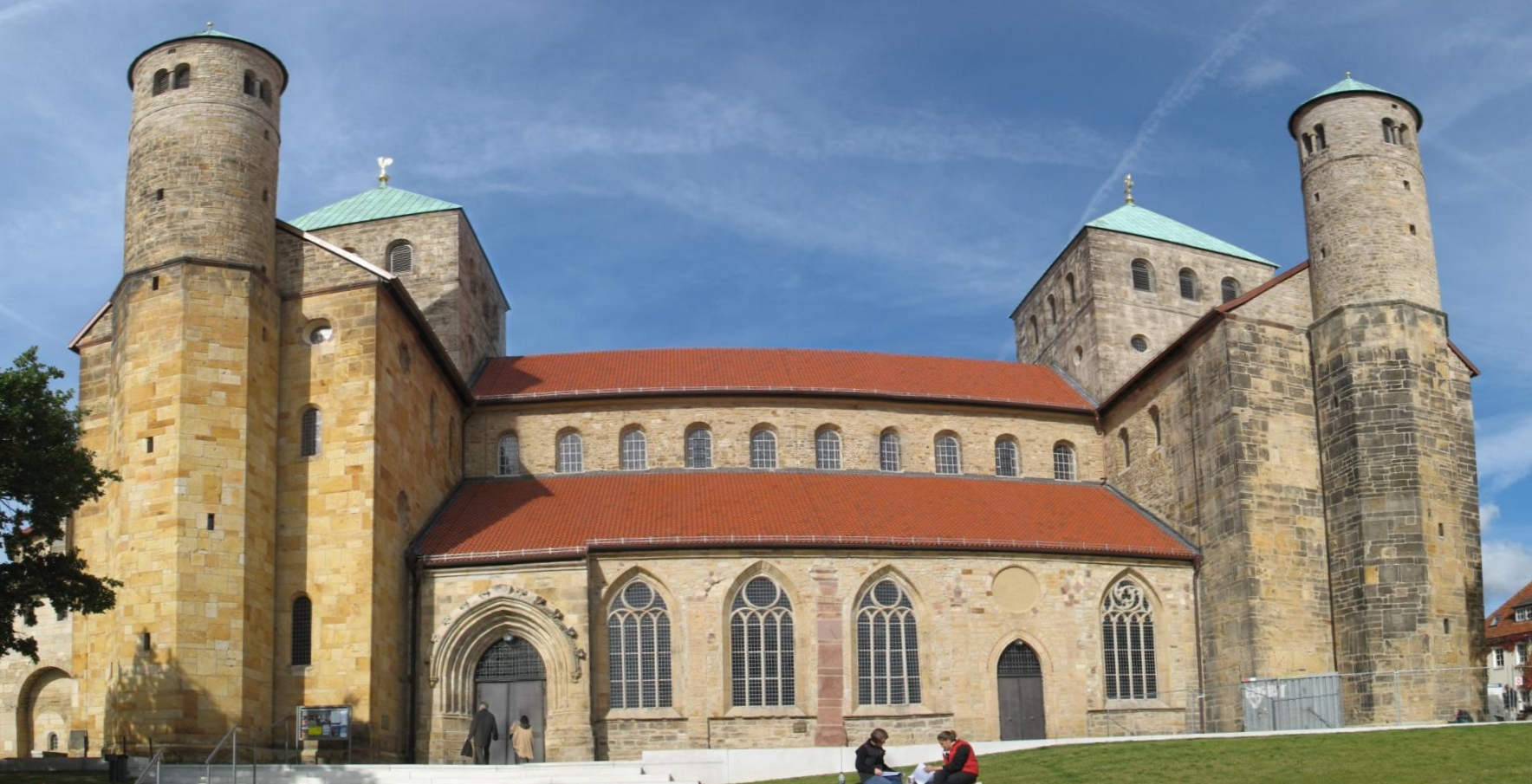
Kostel sv. Michala, Hildesheim

### Evropa

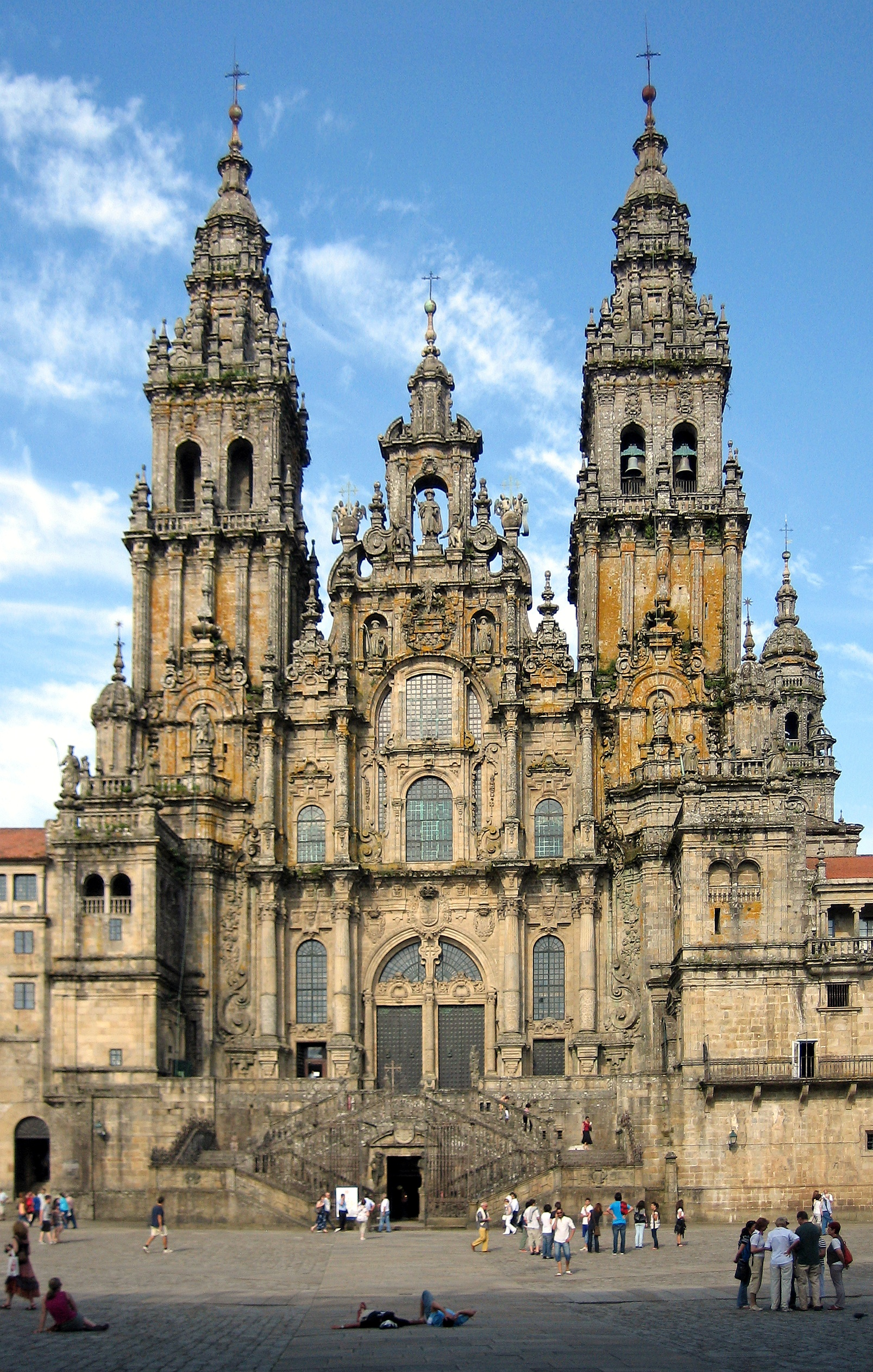
Katedrála Santiago de Compostela, Španělsko

Předrománská architektura se rozvíjela na území Francké říše a Sámovy říše (později Velkomoravská říše) v době karolínsko-ottonské (6.–10. století). Křesťanství sem přineslo nové stavební druhy, ovlivněné antikou – především baziliku s křížovou dispozicí. Začínaly se budovat krypty – podzemní klenuté prostory pod chórem kostela jako místo posledního odpočinku vysoce postavených osob. Ustálily se také stavební typy klášterních souborů, obsahující klášterní kostel, konvent, opatství, školu, nemocnici, hospodářské budovy, sýpky a dílny.
- Kostel opatství Saint-Germain-des-Prés v Paříži (6. století)
- Benediktinský klášter Monte Cassino, Itálie (529)
- Císařská kaple Panny Marie v Cáchách (8. století)
- Klášter St. Gallen, Švýcarsko (9. století)
- Klášter v Cluny (910)
- Klášter Montserrat, Španělsko (880–967)

Románská architektura je typická pro architekturu západní, jižní a střední Evropy z doby 11.–13. století. Vyvíjela se sice na území osídleném různými národy, ale spojovala ji jednotící idea křesťanství, které v té době přijala již v podstatě celá Evropa. Na šíření románského umění se velkou měrou podílely v té době hojně zakládané mnišské řády, především řád benediktinů (založený r. 909 v Cluny) a řád cisterciáků (se sídlem v Cîteaux, založený o 100 let později), jejichž stavební hutě budovaly kláštery po celé Evropě. Románský kostel působí jako bloková hmota značných rozměrů s poměrně malými okny. Nejčastěji měl dispozici ve tvaru latinského kříže nebo písmene T s polokruhovou apsidou. Podélné bazilikální stavby byly jedno- až pětilodní, příčná loď měla obvykle stejnou výšku jako loď hlavní. Stavebním materiálem bylo na východě a severu Evropy dřevo, na západě kámen nebo (při jeho nedostatku) cihly. Dřevěné stropy nahradila valená klenba, kupole nebo klenba křížová. Vnitřní stěny byly zdobeny figurálními malbami. Největší výtvarná pozornost byla věnována západnímu průčelí, často se sochařsky zdobeným portálem, a závěru chrámu, členěnému obloučkovým vlysem, lizénami a slepými arkádami. Kostely měly na různých místech různý počet věží. Ve Španělsku vznikly v tomto období vlivem dlouhotrvající maurské přítomnosti svérázné křesťansko-islámské slohy, známé jako mozarabské a mudejarské. Byly založené na románském vzoru, ale s použitím starší islámské dekorace. Tento sloh bývá nejčastěji spojován s kostely při poutní cestě do Santiaga de Compostela.
- kostel sv. Michala a katedrála Nanebevzetí Panny Marie v Hildesheimu, Dolní Sasko (11. století)
- katedrála Panny Marie a sv. Štěpána ve Špýru (od 1030)
- katedrála Panny Marie Nanebevzaté v Pise, Itálie (1063–1118)
- klášterní kostel Máří Magdalény ve Vézelay (od 1100)

Gotická architektura se vyvinula z architektury románské v polovině 12. století a používala se až do počátku 16. století. Za první gotickou stavbu je považován klášterní chrám Saint-Denis ve Francii (1144). Odtud se tento sloh rozšířil do celé Evropy, zvláště do Německa a Anglie, méně do Itálie. Gotika vytvořila osobité tvarosloví i nově pojatou skladbu prostorovou a hmotovou. Základními prvky gotické architektury byl lomený gotický oblouk, žebrová klenba a opěrný oblouk s opěrným pilířem. Jejich společné používání dovolovalo zdůraznit vertikálnost, redukci hmoty zdiva a možnost osvětlení interiéru velkými okny s barevným sklem (vitrážemi). Západní průčelí bylo obvykle ukončeno dvěma věžemi.

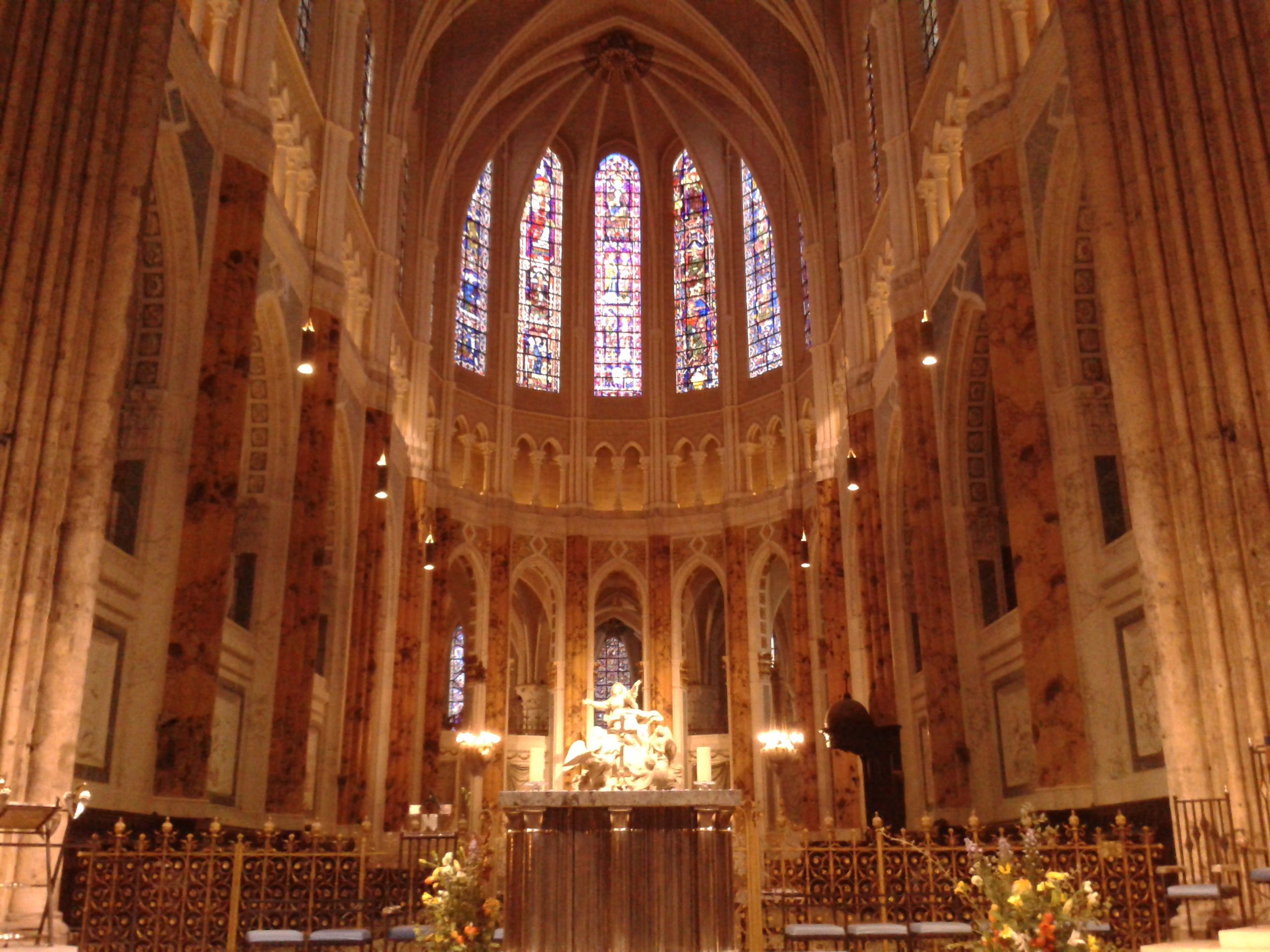
Katedrála v Chartres, chór

- Katedrála Notre-Dame v Chartres, Francie (1193–1260)
- Katedrála Notre Dame v Remeši, Francie (polovina 13. století)
- Katedrála Panny Marie v Salisbury (1220–1266)
- Katedrála ve Wellsu, Anglie (1220–1363)
- Katedrála v Burgosu, Španělsko (1221)
- Sainte Chapelle, Paříž, Francie (1243–1248)
- Katedrála svatého Petra v Kolíně nad Rýnem (od 1248)
- Katedrála Panny Marie v Orvietu, Itálie (1290–1347)

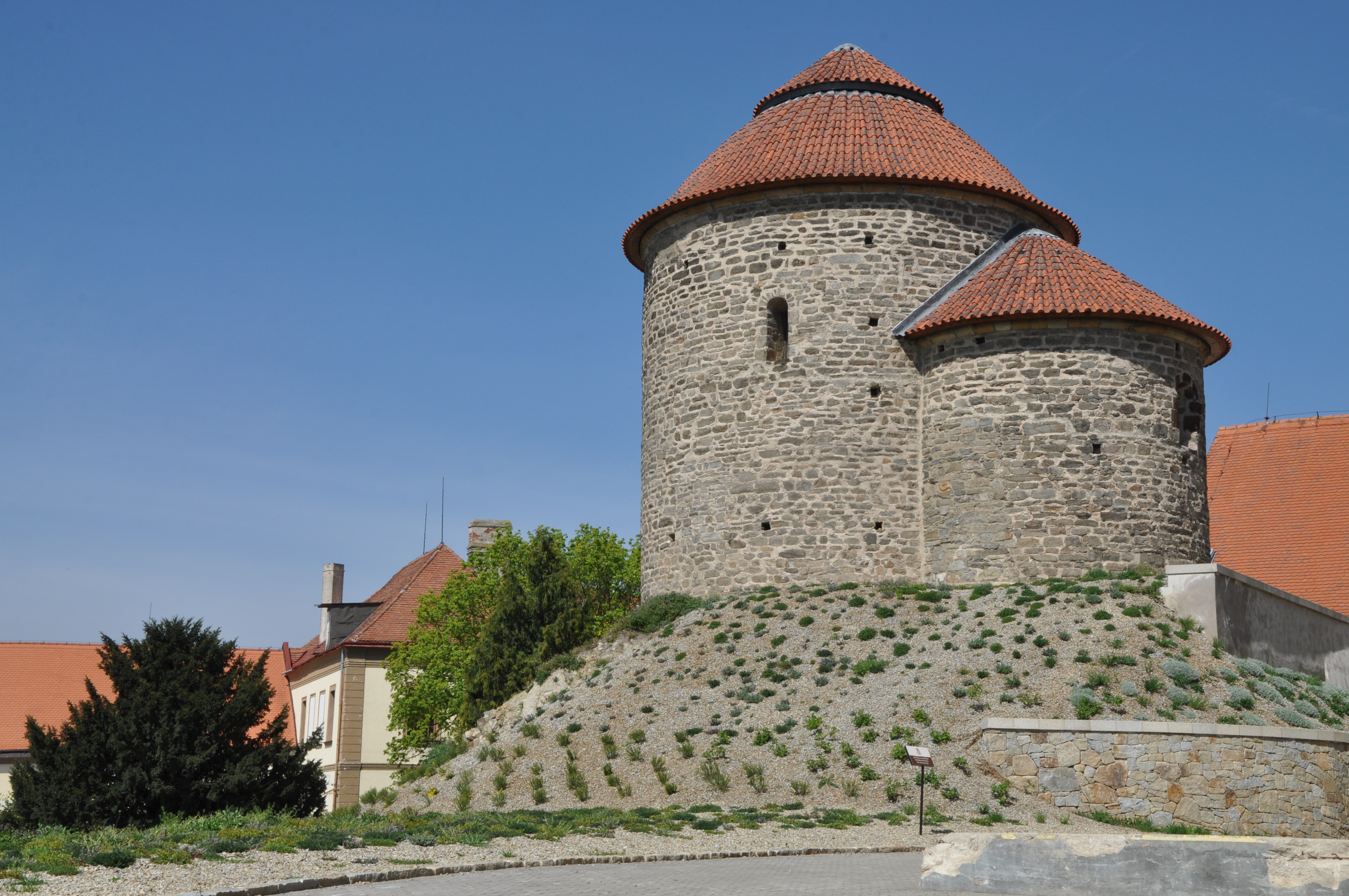
Rotunda sv. Kateřiny, Znojmo

#### Území dnešní České republiky
Počátky architektonické činnosti, sahající v Čechách až do 8. století, jsou doloženy jen ojedinělými případy. Podle archeologických výzkumů byly nejstarší kostely na území Velkomoravské říše postaveny již před příchodem věrozvěstů Cyrila a Metoděje (roku 863), v době, kdy na jejím území působily iroskotské křesťanské misie. Kostely měly buď pravoúhlé kněžiště nebo půlkruhovou apsidu, nebo to byly rotundy. Na konci 9. století se v Čechách objevují první kamenné stavby, nejstaršími z nich jsou rotunda sv. Klimenta na Levém Hradci a kostel P. Marie na Pražském hradě, založené knížetem Bořivojem I. Od 10. století začal výstavbou rotundy sv. Víta na Pražském hradě plynulý vývoj české architektury. Po založení pražského biskupství v roce 973 byly zakládány první benediktinské kláštery (například klášter sv. Jiří na Pražském hradě s nejstarší trojlodní bazilikou na českém území).
- Bazilika v Hradišti u Mikulčic (dochovaly se pouze základy)
- Rotunda sv. Víta na Pražském hradě (930)
- Rotunda sv. Petra, Plzeň (976)

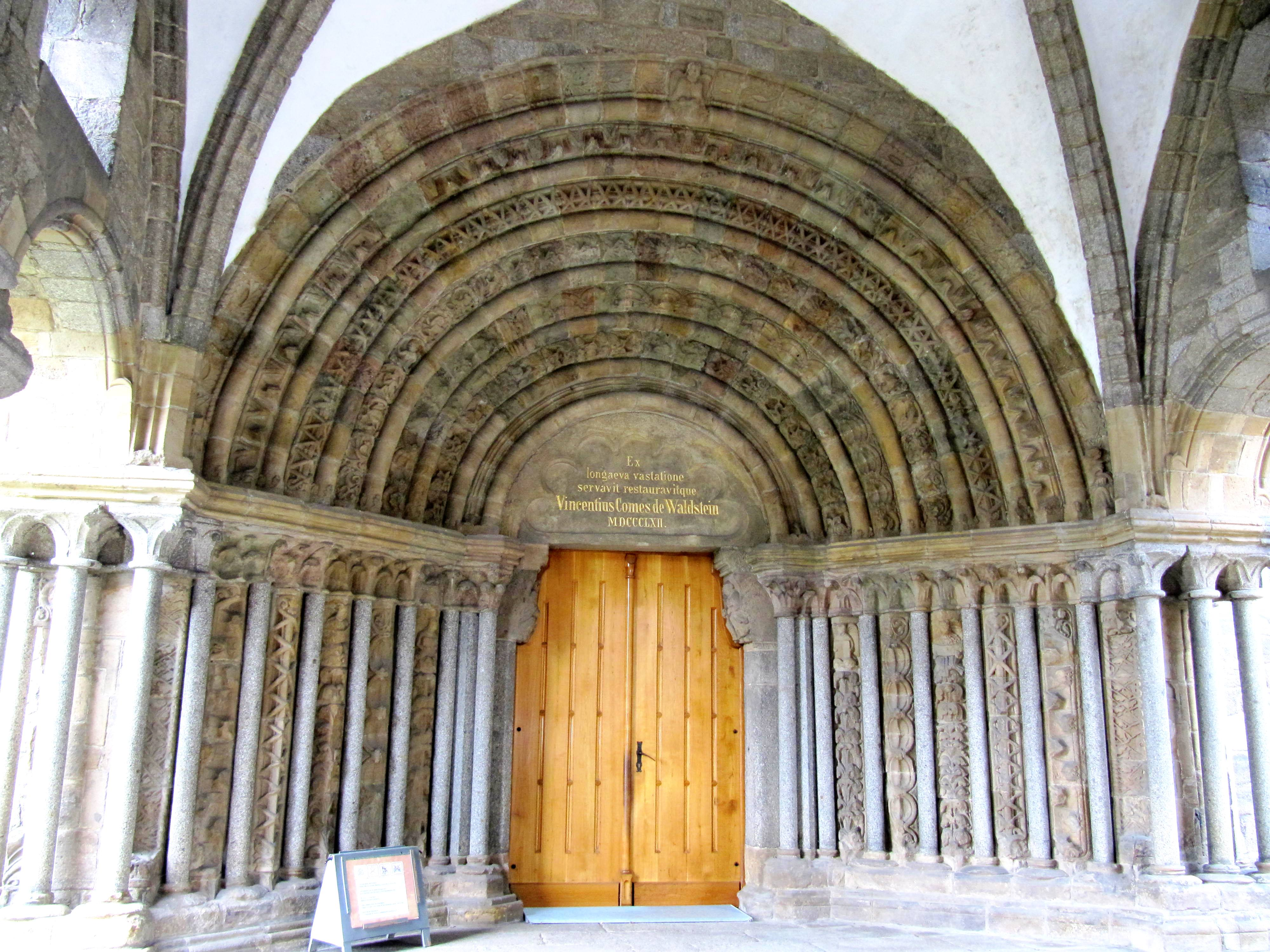
Bazilika sv. Prokopa v Třebíči – portál

V 11. a 12. století vznikala v českých zemích řada církevních staveb, především v Praze (41 kostelů). Na venkově vyrůstaly četné kostelíky, zpočátku u feudálních dvorců – většinou podélné stavby se západní emporou, která byla spojena dřevěnou chodbou s obytným patrem dvorce (kostel sv. Martina v Nových Dvorech). Postupně se architektura venkovských kostelů stávala rozmanitější – byly to jednoduché podélné kostely s apsidou a pravoúhlým závěrem, rotundy, nevelké baziliky, centrální stavby. Vyvrcholením románské architektury v Čechách byly kostely tzv. vinecké skupiny, které ojediněle používaly již i gotické prvky (kostel sv. Mikuláše ve Vinci). Ve 2. polovině 12. století, za vlády Vladislava II., byl vybudován premonstrátský klášter na Strahově (1143) a cisterciácký klášter v Plasech (1144).
- trojlodní Spytihněvova bazilika – biskupský chrám, Praha (1060)
- Rotunda sv. Jiří na Řípu (1126)
- Rotunda sv. Kateřiny, Znojmo (1134)
- Bazilika sv. Prokopa v Třebíči (1240–1280)

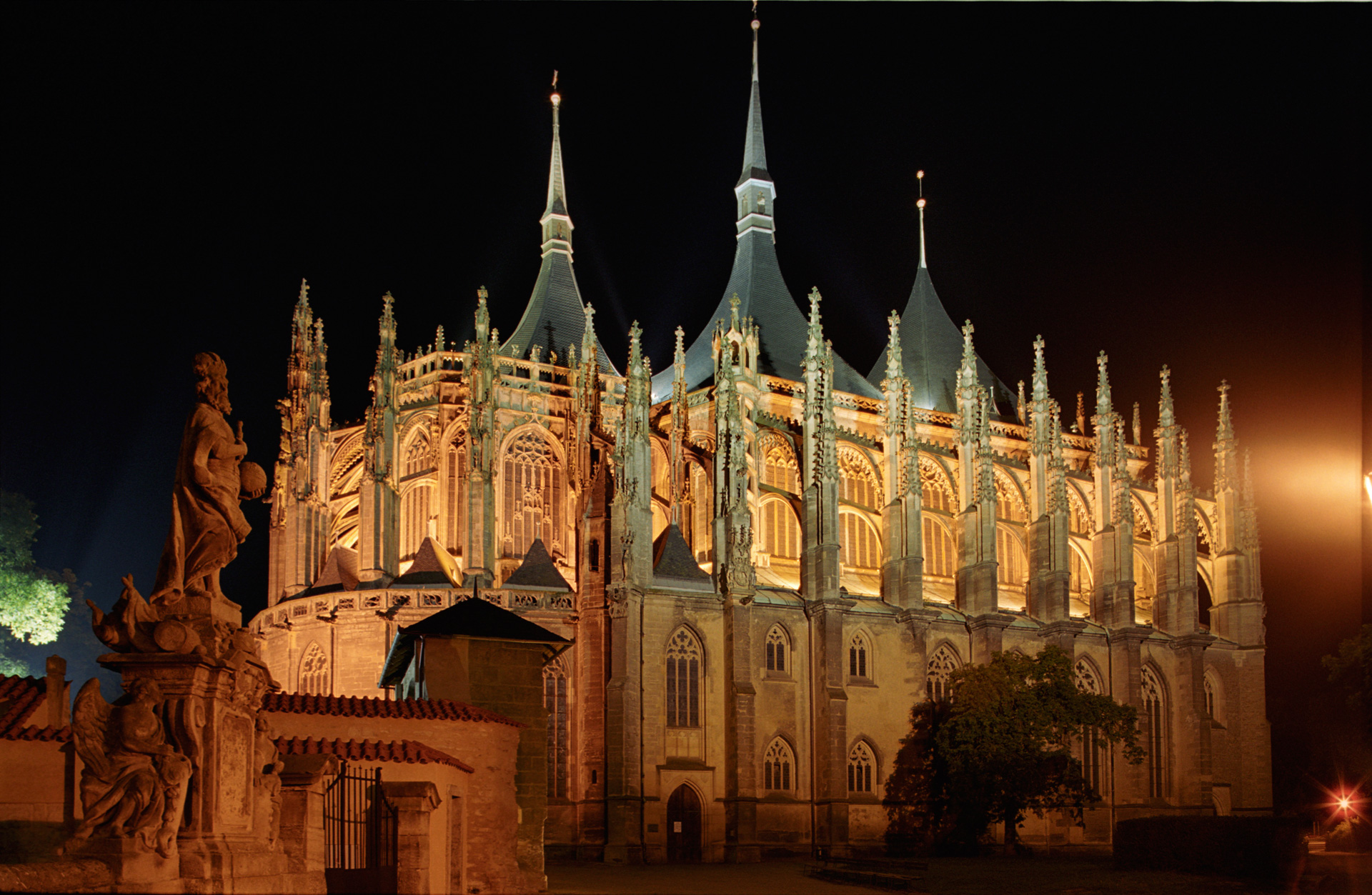
Kostel sv. Barbory, Kutná Hora

Gotika vstoupila do českých zemí ve druhé čtvrtině 13. století prostřednictvím cisterciáckých stavebních hutí z Francie přes Německo. Nejstarší českou raně gotickou stavbou byl Anežský klášter v Praze (1233 – cca 1280), založený Václavem I. a jeho sestrou Anežkou Přemyslovnou, která v něm byla první abatyší (v roce 1989 byla svatořečena). Za vlády Karla IV. (1346–1378) se vytvořil ucelený směr dosahující evropské úrovně – česká gotika. Nejvýznamnějším dílem doby se stala katedrála sv. Víta, jejíž stavbu zahájil Matyáš z Arrasu v pojetí jihofrancouzské gotiky a po jeho smrti ve stavbě pokračoval Petr Parléř, který do ní vnesl nové, originální prvky (například její klenba tvoří počátek řady pozdně gotických síťových kleneb). Pozdní gotika vrcholí tzv. vladislavskou, neboli jagellonskou gotikou, která se vyznačovala krouženými, složitými hvězdicovými a síťovými klenbami. Žebra postupně ztrácela své konstrukční opodstatnění, až se stala pouhou dekorací. Významnými architekty té doby byli Benedikt Rejt a Matěj Rejsek.
- Klášter Zlatá Koruna (1243)
- Katedrála sv. Víta, Praha (zahájení 1344)
- Chrám sv. Barbory, Kutná Hora (1388–1558)

### Asie

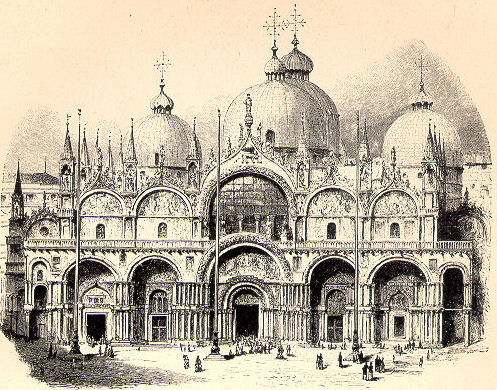
Bazilika sv. Marka, Benátky

Smrt Justiniána I. a následné problémy v byzantské říši měly dopad i na byzantskou architekturu. Byla tendence stavět menší chrámy a víra, že problémy pramení z uctívání svatých obrazů, vedla roku 726 k jejich zákazu (ikonoklasmus). Figurální mozaiky proto byly až do roku 843 nahrazovány kříži, listovými a geometrickými vzory. Pro arménské stavby byla typická tzv. trompa, malý oblouk nebo nika umístěná v rozích čtvercového výklenku, který tvořil základnu kupolím. Ve 13. století byly také budovány na území Arménie a Bulharska jeskynní kostely a hroby. I přes velké schisma roku 1054 zůstal značný vliv Byzance v Itálii a architektury obou říší se prolínaly (příkladem je bazilika sv. Marka v Benátkách). Rozšířil se také byzantský vliv do dalších evropských zemí – Srbska, Bulharska a Ruska. První křesťanský chrám v Rusku vybudoval kníže Vladimír I. v Kyjevě. Byla to pětilodní bazilika sv. Sofie, zaklenutá třinácti kupolemi. Po jeho vzoru byl vybudován trojlodní pětikupolový kostel sv. Sofie v Novgorodě (1052). Došlo tak ke kombinaci ostrých proporcí pozdní středověké byzantské architektury se silnějším vlivem východních znaků cibulovitých bání. Pyramidální kompozice, četné kupole a otevřené galerie se staly charakteristickým projevem ruské sakrální architektury ještě dlouho poté, co roku 1453 byzantská říše po dobytí Turky zanikla.
Od 13. století dochází také k prvním misiím do Asie (Mongolsko) a spolu s tím k budování kostelů v těchto zemích.
- Poutní kostel v klášteře sv. Simeona Stylity, Kalat Siman, Sýrie (6. století)
- Klášterní komplex Sanahin, Arménie (930–12. století; klášter postaven v místě kostela ze 4. století)
- Chrám Narození Páně, Betlém (6. století; postavený na místě částečně zachovalého kostela ze 4. století)
- Katedrála Sveticchoveli, Gruzie (1010–1029; postavená na místě kostela ze 4. století)
- Bazilika sv. Marka, Benátky (1063)
- Chrám sv. Sofie v Kyjevě (1037)
- Kostel sv. Cyrila a Metoděje, Soluň (1310–1314)
- Kilise Camii, Konstantinopol (11. století, 1320 zvětšen; dnes přestavěný na mešitu)

### Afrika

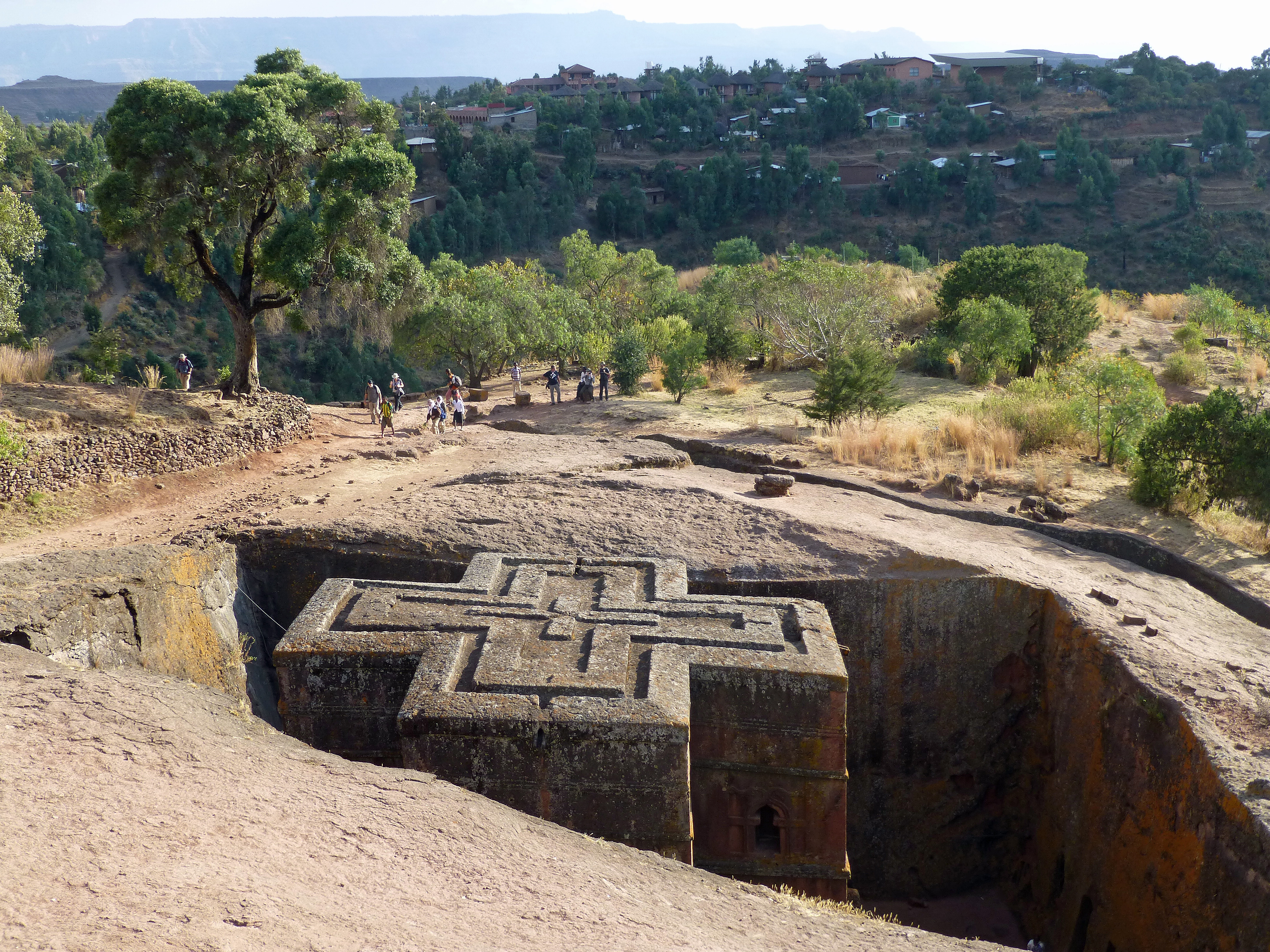
Kostel sv. Jiří v Lalibele

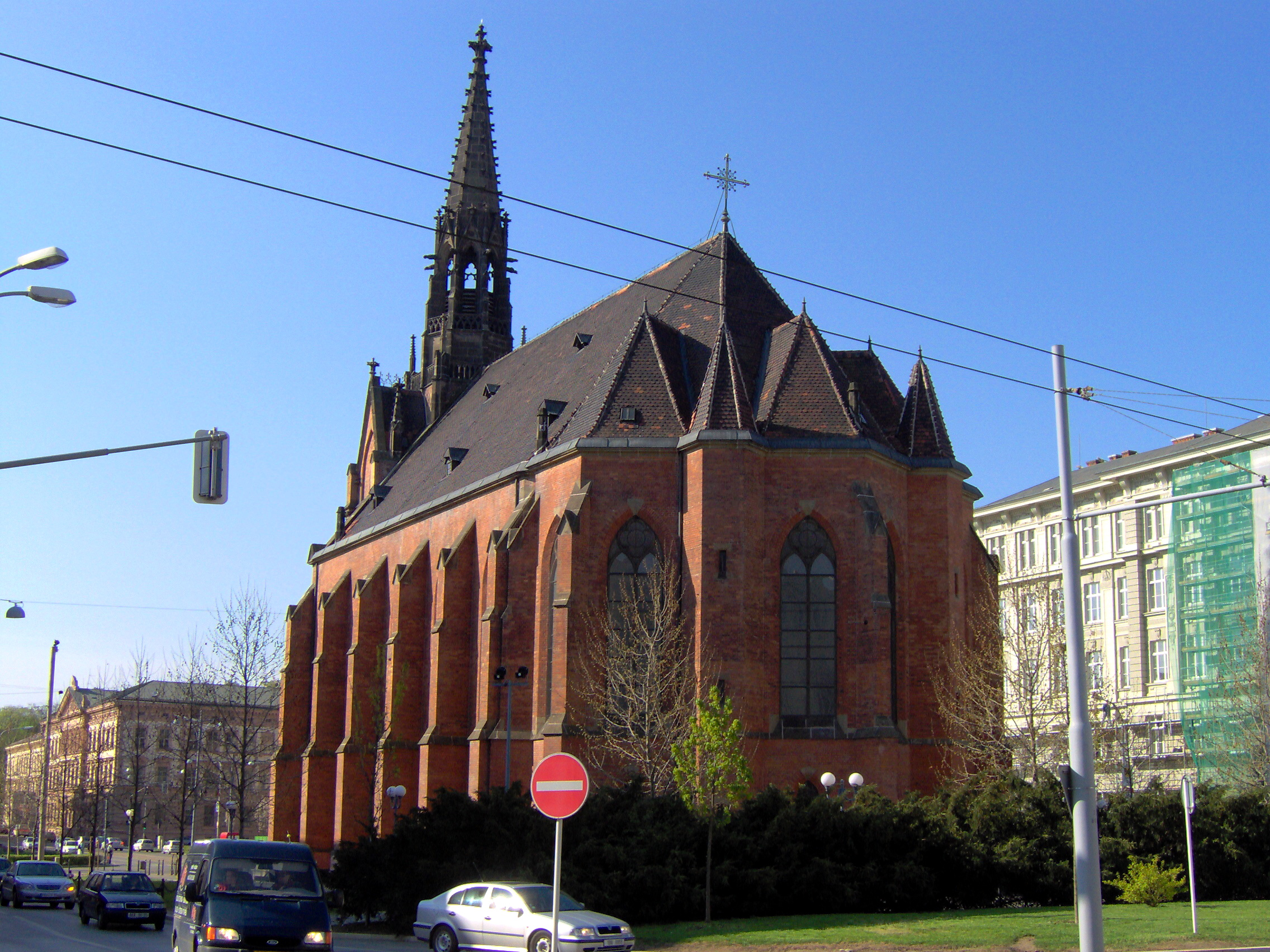
Českobratrský evangelický kostel, Brno

Etiopie s hlavním městem Aksum zůstala nejmocnější křesťanskou enklávou v severní Africe, i když ji na konci 6. století dobyli Peršané a o 30 let později i Arabové. Jedním z nejvýznamnějších poutních míst je městečko Lalibela s jedenácti monolitickými kostely vytesanými do skal, vzájemně propojenými cestami a tunely vyhloubenými ve skále. Vznikaly od konce 12. století a patří k architektonicky nejvýznamnějším církevním stavbám Afriky. Čtyři z nich jsou volně stojící, vytesané z tufu až na úroveň země. Pětilodní kostel Bet Medhane je považován za největší monolitický kostel světa a nachází se v něm vzácné fresky, stejně jako v kostele Bet Abba Libanos. Oblíbeným cílem poutníků je Bet Maryam (kostel Panny Marie). Nejznámější je nejmladší z nich, kostel Bet Giyorgis (sv. Jiří), který má půdorys řeckého kříže, je vysoký 12 metrů a jeho interiér i exteriér jsou vytesány ze skály. Tato stavba slouží etiopským křesťanům dodnes k aktivní bohoslužbě. Většina lalibelských kostelů je dnes zakryta plechovými přístřešky.
- Kostel Bet Giyorgis (Dům sv. Jiří)
- Kostel Bet Abba Libanos (Dům opata Libanose)
- Kostel Bet Maryam (Dům Panny Marie, nejstarší z lalibelských kostelů)
- Kostel Bet Medhane Alem (Dům Spasitele světa)
- Kostel Bet Golgotha Mikael (Dům Michaela z Golgoty)
- Kostel Bet Meskel (Dům Kříže)
- Kostel Bet Denagel (Dům panen)
- Kostel Bet Amanuel (Dům Immanuelův)
- Kostel Bet Qeddus Mercoreus (Dům Marka evangelisty)
- Kostel Bet Gabriel-Rufael (Dům andělů Gabriela a Rafaela)
- Kostel Bet Lehem (Bethlehem)[24]

## Novověk (16.–19. století)
Novověkem nazýváme dobu přibližně od roku 1500 do začátku 20. století. Nové humanistické myšlení přicházelo s myšlenkou duchovní svobody, jakou předchozí doba neznala, a podporovalo rozvoj technických i přírodních věd a výtvarných umění. K tomu přispívaly i nové zeměpisné objevy. Vzrůstal zájem o antiku a její umělecký odkaz. Křesťanství se na počátku novověku rozdělilo reformací. Díky misiím se rozšířilo do celého světa a spolu s ním i křesťanská sakrální architektura.

### Evropa

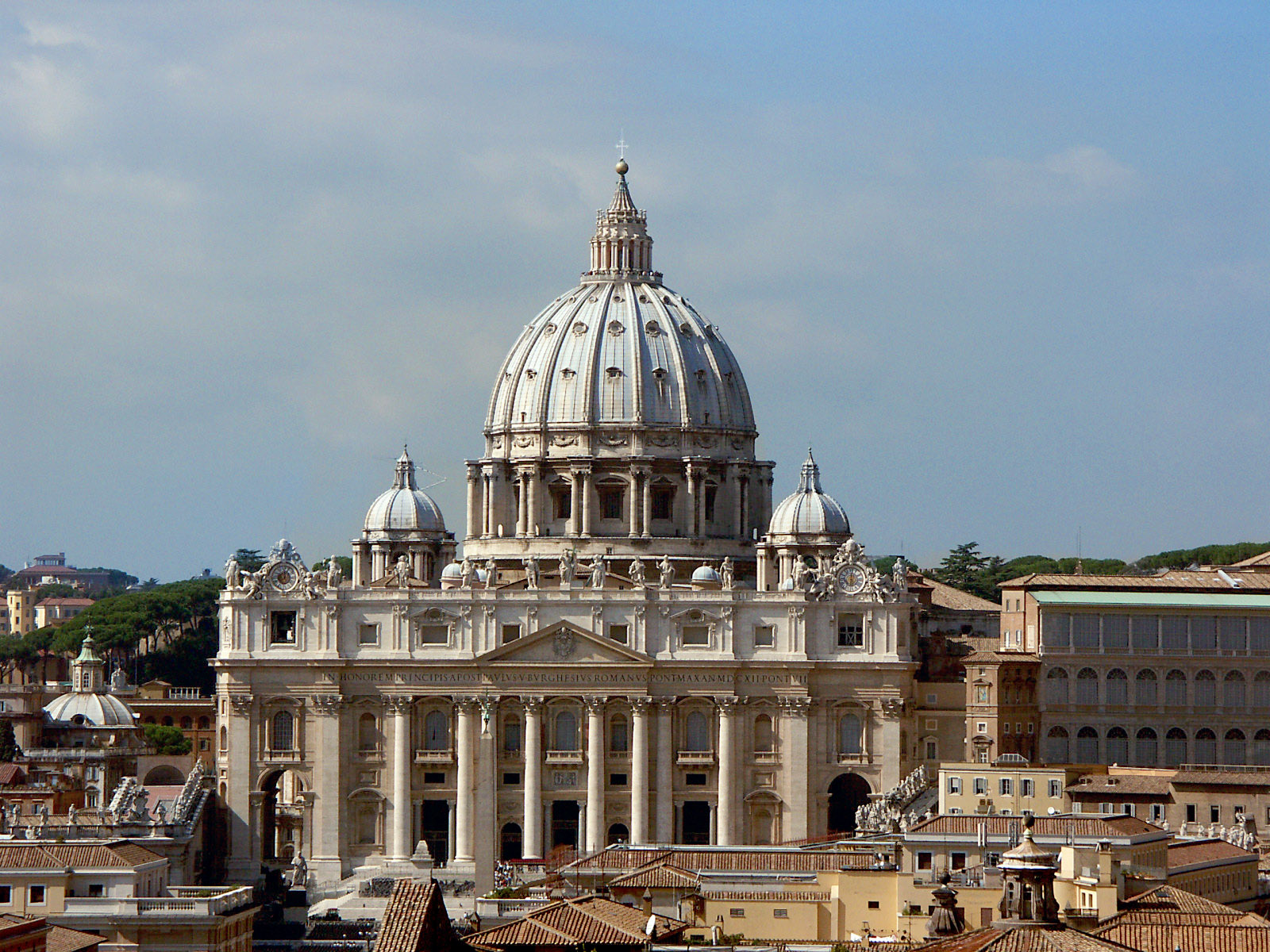
Bazilika sv. Petra, Řím

Renesanční architektura a manýrismus (15.–17. století) je typická pro sakrální stavby v Itálii. Ve zbytku Evropy se uplatnila převážně jen ve světské architektuře, protože silná gotická tradice se v těchto zemích udržela až do nástupu baroka. Je pro ni charakteristická harmonie, srozumitelnost a síla. Obsahuje klasické motivy a antické architektonické neboli sloupové řády. Základními jednotkami jsou sloup, pilíř, pilastr, architráv a klenba. Výraznými znaky byly hodně vyložené římsy, podepřené konzolami. Místo gotických lomených čar a křivek používala renesanční architektura základní geometrické obrazce a tělesa. Rozšířilo se používání cihel a omítání stěn. Významnými architekty rané renesance byli Filippo Brunelleschi a Leon Battista Alberti. Církevní stavby čerpaly z raných křesťanských vzorů a měly buď centrální nebo bazilikální dispozici. V 16. století nastal v Itálii rozmach architektury díky obnovení papežského dvora. Rekonstrukce baziliky sv. Petra v Římě, která se stala centrem římskokatolického křesťanství a cílem poutníků z celého světa, trvala celé 16. a část 17. století a podíleli se na ní vynikající architekti Donato Bramante, Raffael Santi, Michelangelo Buonarroti.
- Kostel San Andrea, Mantova, Itálie (1470)
- San Maria della Consolazione, Todi, Itálie (1508)
- Kostel Spasitele, Benátky (1577)

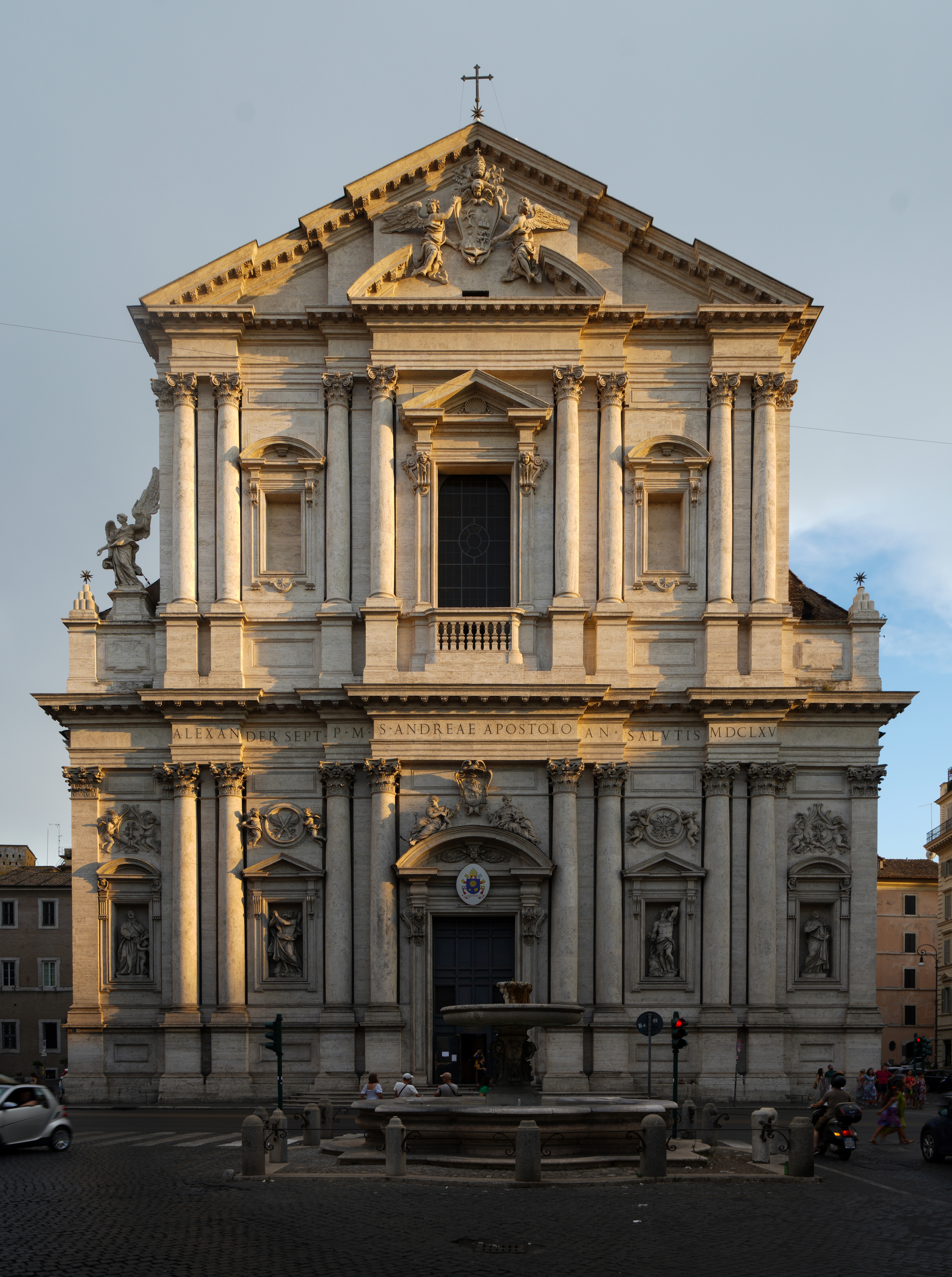
Sant' Andrea Della Valle, Řím

Barokní architektura (17.–18. století) vznikla v Itálii, v Římě, kde se rozvinula jako vyjádření znovu triumfující katolické církve, která se snažila po předchozí mocenské ztrátě v důsledku reformace dobývat zpět své ztracené pozice, což se jí v 17. století podařilo. Baroko bylo především uměním náboženského vyznání. Vstup do kostela se stal zážitkem, který neměl působit pouze na emoce, ale i na rozum věřícího. Baroko se zakládalo na opakování, posilování a přetváření renesančních motivů. Kostely vrcholného baroka charakterizoval centrální půdorys, působivé obrovské oltáře a stropy, symbolické cykly fresek a bohaté fasády. Významnými architekty byli Gian Lorenzo Bernini, Francesco Borromini a Guarino Guarini. Docházelo k výstavbě prostorných (halových) kostelů (protestantských i katolických), aby bylo možno při kázání oslovit co nejvíce věřících (evangelický kostel ve Svídnici). Po rozšíření do celé Evropy bylo baroko osobitě formováno jednotlivými zeměmi. Protestantské země, které se odtrhly od římské církve, soustředily svůj zájem zejména na stavbu obytných a městských celků.

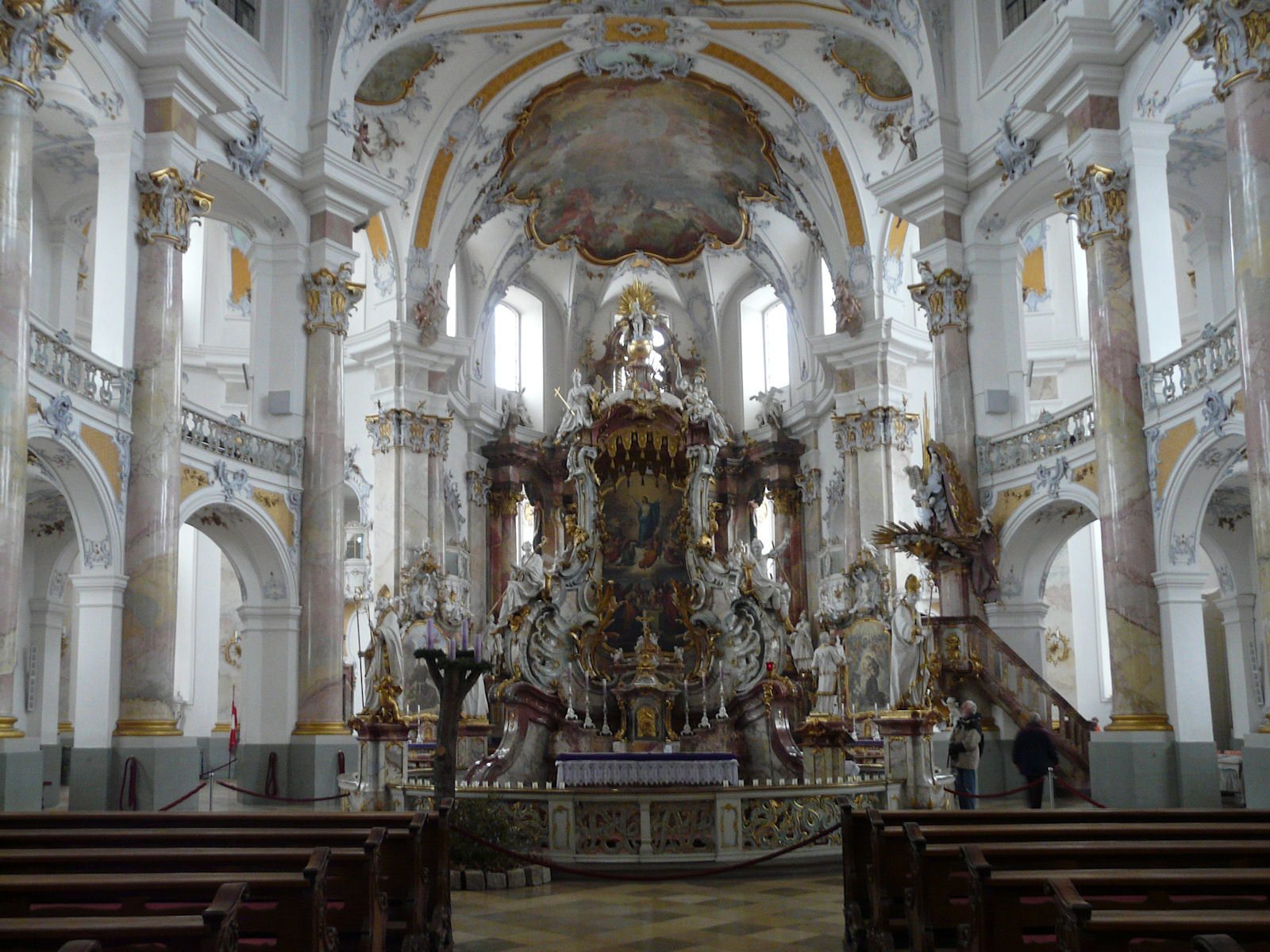
Poutní kostel Vierzehnheiligen

- kostel Sant’ Andrea Della Valle, Řím (1591–1665)
- kostel Il Gesù, Řím (1584)
- Kostel Invalidovny, Paříž, (1675–1706)
- Katedrála sv. Pavla, Londýn (1675–1710)

Rokoko je název pro závěrečnou fázi baroka. Vzniklo na počátku 18. století a přinášelo s sebou ornamentální styl. Soubor motivů včetně rokajových arabesek a čínských romantizujících prvků byl neobyčejně rozmanitý. Velké množství rokokových kostelů bylo založeno v jižním Německu.
- Kostel svatého Pavla a Ludvíka, Paříž (1627–1641)
- Klášter v Melku, Rakousko (konec 15. století, přestavba na počátku 18. století)
- Poutní bazilika ve Vierzehnheiligenu, Německo (1735)

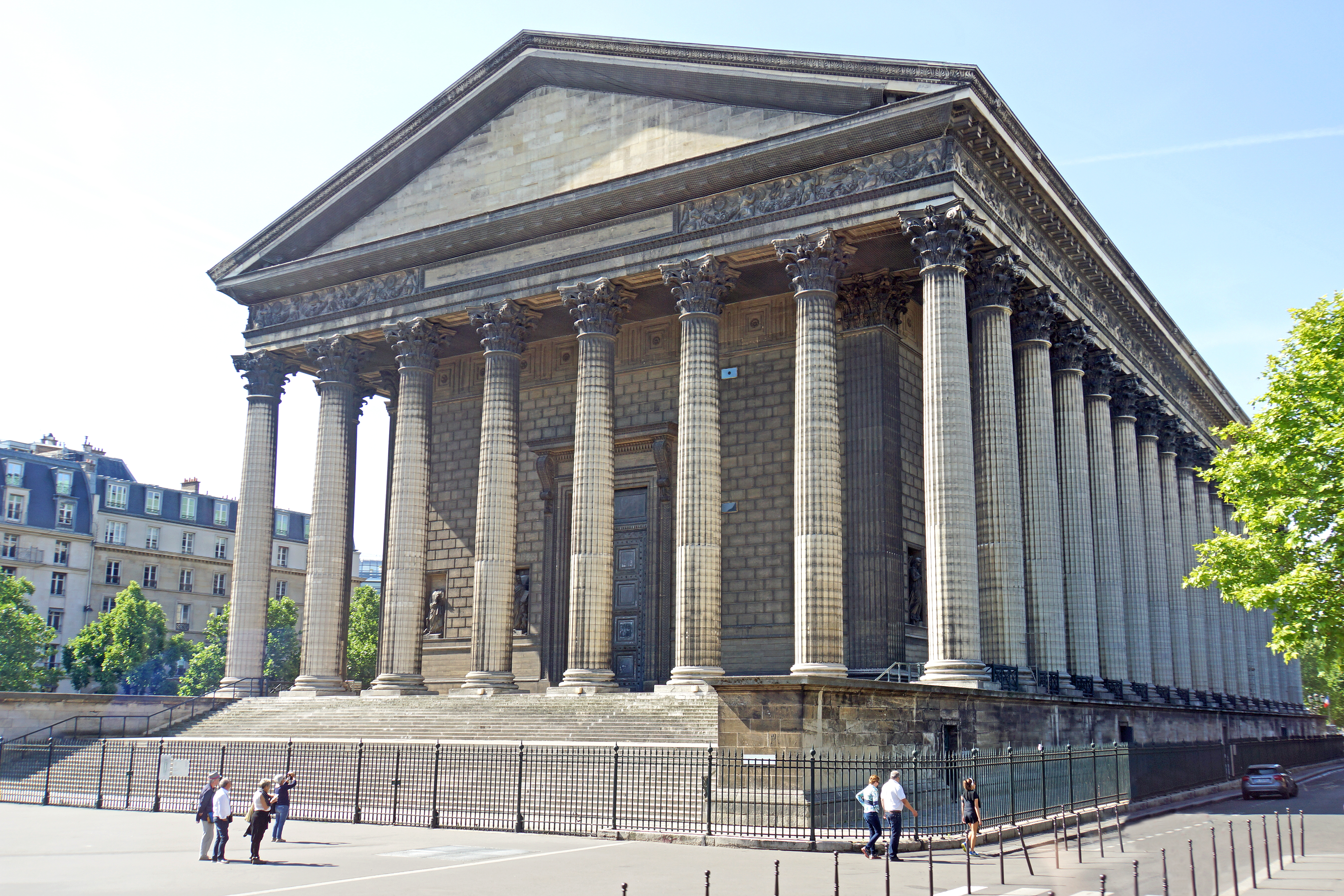
Chrám La Madeleine, Paříž

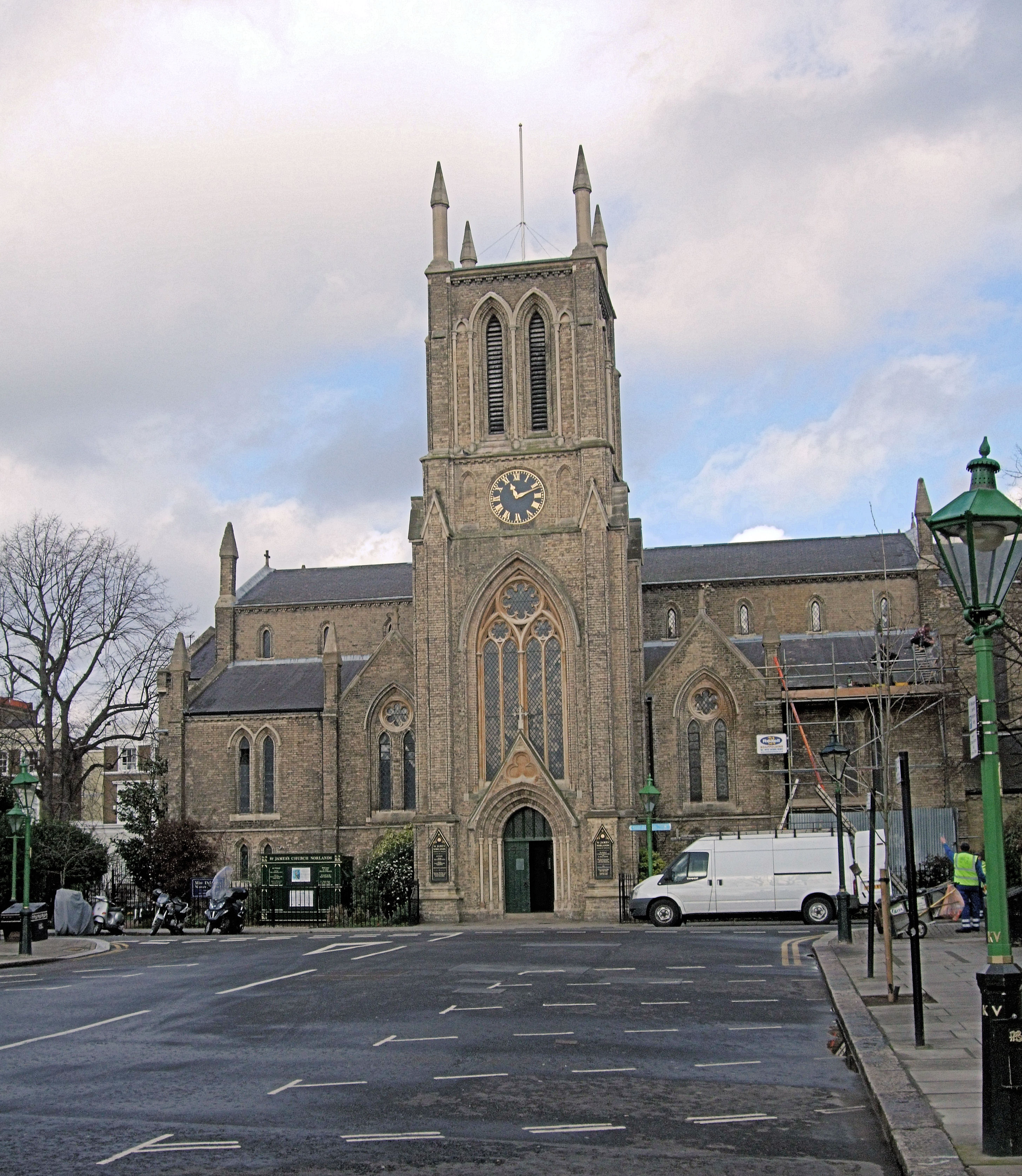
Kostel sv. Jakuba, Londýn

Na přelomu 18. a 19. století se v architektonických formách objevil romanticky orientovaný historismus, který nabýval klasicizujících a orientalizujících forem. Přibližně od čtyřicátých let 19. století se výrazně uplatňovala inspirace gotikou a na konci 19. století renesancí.
Neoklasicismus byl reakcí na nadměrnost baroka a rokoka a pokusem o návrat k čistotě architektury. Vyvinul se ze čtyř hlavních vlivů: archeologie, tištěných zdrojů, romantismu a strukturální čistoty. Inspirací byly staré řecké a římské budovy, které byly zkoumány s archeologickou přesností. Neoklasicistní stavby vynikaly monumentalitou, racionální jednoduchostí a funkčností. Církevních staveb v tomto slohu bylo postaveno velmi málo, většinou se jednalo o světské reprezentativní stavby, jako např. muzea nebo divadla.
- Pantheon, Paříž (1764–1790)
- Chrám La Madeleine, Paříž (1808)

Od konce 18. století umožnily nové, levné technologie díky postupující technické revoluci používání litinových a železných konstrukcí, které se uplatňovaly nejprve na mostech a průmyslových stavbách, později pronikly také do sakrální architektury. Litinová konstrukce byla využita například při stavbě katedrály v Liverpoolu v Anglii (1780) nebo ke konstrukci krovů u katedrály v Mohuči (1827) a u katedrály v Chartres (1838).
Neogotika se objevila nejprve v Anglii, Skotsku a Francii. Augustus Pugin tvrdil, že klíčem k řešení společenských problémů je obnovit společnost pozdního středověku přesným napodobováním jeho architektury. Podle Johna Ruskina naopak "proměnlivost" gotiky učinila z tohoto slohu jakési prodloužení přírody a tudíž dílo Boží. Prosazoval svobodu sebevyjádření, kopírování klasického detailu bylo podle něj otroctvím. Ve Francii vyústila neogotika v ochranu památek – tendence o "očištění" památky od pozdějších přestaveb i o novodobé dostavby. Takto byly "restaurovány" např. kaple Saint-Chapelle a katedrála Notre-Dame v Paříži nebo katedrály v Remeši a v Amiensu. Podobně v Německu byl v tomto duchu dostavěn dóm v Kolíně nad Rýnem.
- kostel sv. Jakuba v Londýně (1858–1861)
- kostel Všech Svatých v Londýně (1850–1859)

#### Území dnešní České republiky
Renesanční architektura se v církevní architektuře Českých zemí uplatnila jen vzácně, protože země měla dostatečně velký počet kostelů a nebylo třeba stavět další. Dokladem prostupování gotiky s renesancí je kostel sv. Rocha na Strahově (1603–1612) a Nejsv. Salvátora v Praze. V katedrále sv. Víta byla postavena Wohlmutova kruchta (1560) a dokončena jižní chrámová věž.
- Kaple sv. Vojtěcha před katedrálou v Praze (1576; zbourána roku 1879 při dostavbě chrámu sv. Víta)[34]
- Kostel sv. Stanislava v Jemnici (stavební úpravy z roku 1580)

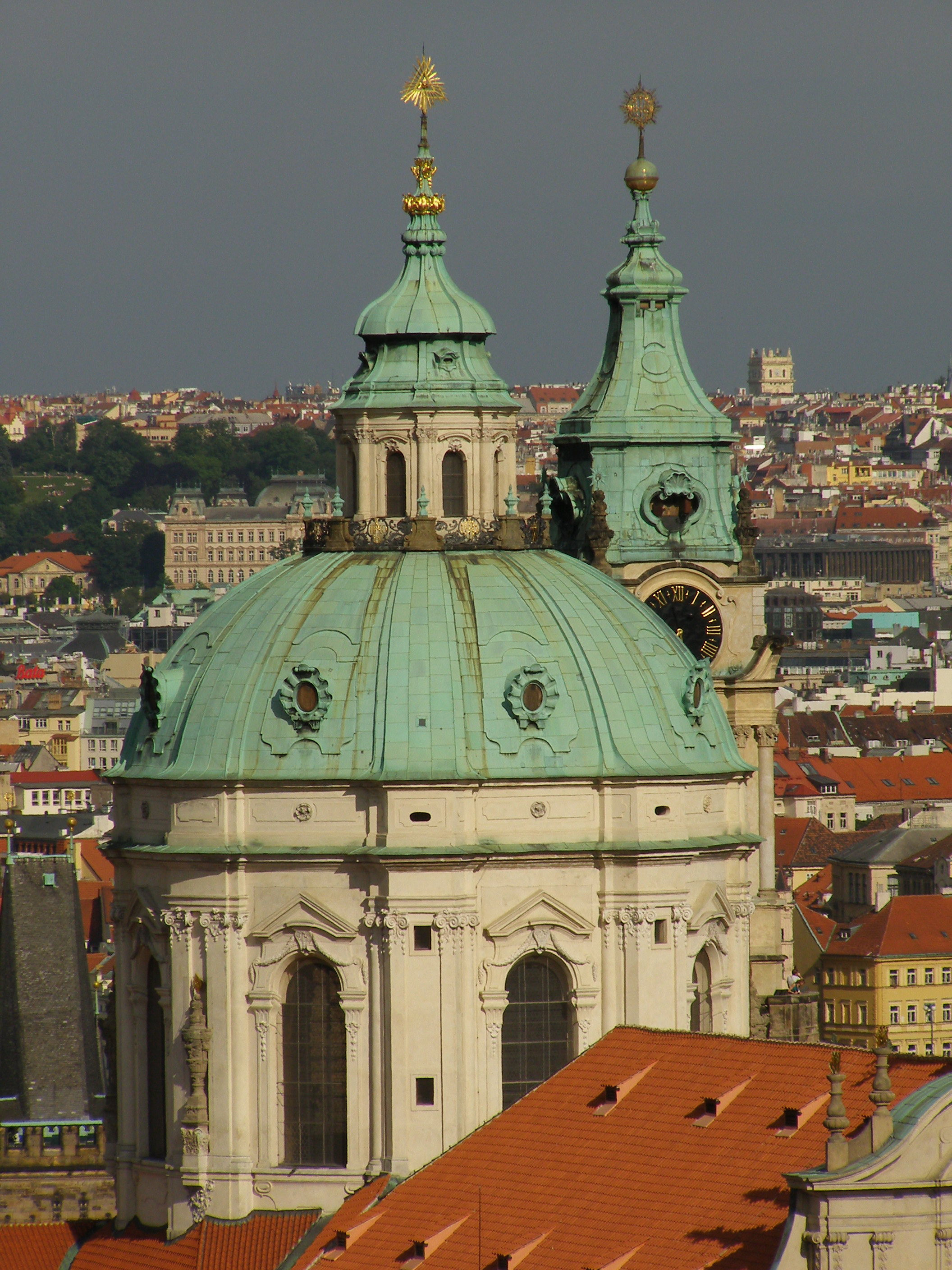
Kostel sv. Mikuláše, Praha

Barokní architekturu přinesli do Prahy zahraniční umělci, kteří přicházeli k císařskému dvoru za vlády Rudolfa II. (1576–1611). Mezi první barokní stavby patří poutní kostel Nanebevzetí Panny Marie ve Staré Boleslavi (1612–1623). Jako důsledek porážky stavů na Bílé hoře bylo v Čechách již od roku 1627 jediné přípustné náboženství katolické, což spolu s následky třicetileté války vedlo k vytvoření specifického (barokního) umění, proklamujícího vítězství katolicismu. Ve stavební aktivitě zaujímali přední místo jezuité, kteří měli za úkol v Praze posílit protireformační politiku Ferdinanda I. Od začátku 17. století vznikly víc než dvě desítky jezuitských kolejí. Nejstarším sídlem a také největší jezuitskou stavbou v Čechách je Klementinum v Praze. V baroku se budovala řada poutních míst (koncem 19. století jich zde bylo uváděno 200) a loret. Mezi nejznámější barokní architekty patří Kilián Ignác Dientzenhofer, Kryštof Dientzenhofer, Giovanni Batista Santini, František Maxmilián Kaňka a jiní. Pro české země bylo charakteristické uplatnění barokní tvorby v krajinných souvislostech. Barokní výstavba přetvářela krajinu i venkovská sídla, měnila siluetu města i vesnic. Důležitým znakem vrcholné barokní tvorby se stala dispoziční osovost, které bylo využito v řešení architektury i celého širšího okolí. Do této doby spadají také stavby božích muk a křížových cest, zvaných kalvárie, ke kterým se konávala poutní procesí.
- Kostel sv. Mikuláše na Malé Straně, Praha (18. století)
- poutní kostel sv. Jana Nepomuckého ve Žďáru nad Sázavou (Zelená hora, 1720–1722)
- Kostel sv. Markéty v Břevnově (1715)
- Kaple sv. Anny v Panenských Břežanech (1705–1707)
- Křížová cesta na Svatém kopečku v Mikulově (1623–1630)

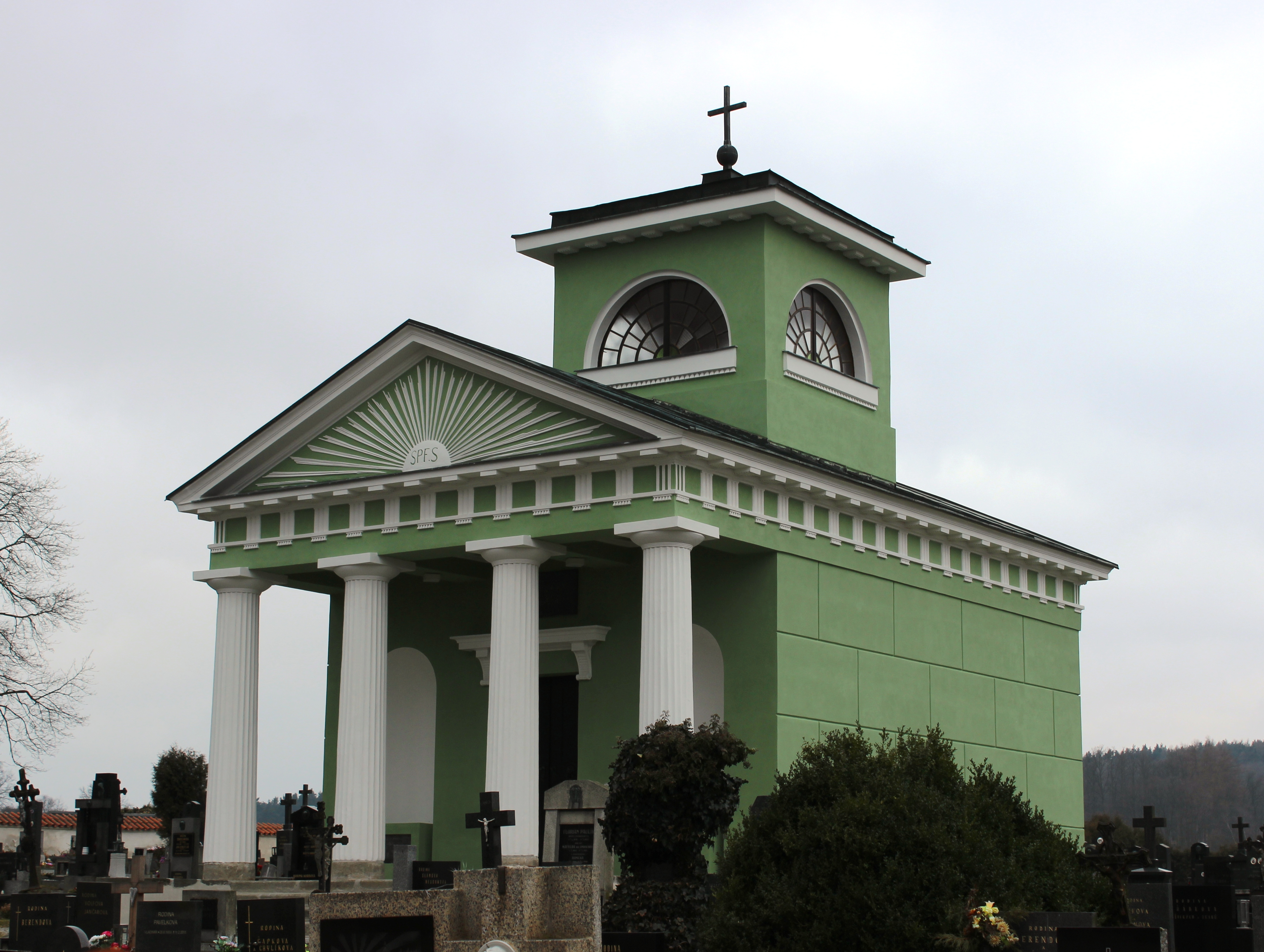
Hřbitovní kaple v Čimelicích

Období neoklasicismu je, co se týká sakrálních staveb v Českých zemích, spojené spíš v negativním smyslu s dopady církevní reformy Josefa II. Docházelo k rušení klášterů a hledání náhradních funkcí pro církevní objekty (většinou se z nich stávaly špitály, skladiště nebo kasárna). Součástí této reformy bylo rovněž rušení hřbitovů v rámci měst – nově se musely zakládat mimo území měst (v Praze to roku 1787 byly Olšanské hřbitovy a původně morový hřbitov nazývaný Malostranský). Při hřbitovech se stavěly kostely a kaple.
- knihovní křídlo strahovského kláštera premonstrátů, Praha (1783)
- kostel sv. Kříže v ulici Na Příkopě, Praha (1816–1824)
- hřbitovní kaple v Čimelicích (1817)
- Chotkova hrobka v Nových Dvorech (1820)

Jedním z nejvýznamnějších představitelů neogotiky nejen v Čechách, ale i ve střední Evropě, byl Josef Mocker. Jeho nejsledovanějším a nejzajímavějším dílem byla dostavba katedrály sv. Víta v Praze. Vycházel z teorie památkového purismu, z inspirace parléřovskou částí chóru sv. Víta a z inspirace západním průčelím dómu v Kolíně nad Rýnem. Po jeho smrti dostavbu dokončil podle jeho plánů architekt Kamil Hilbert.
Někdy nahrazoval neogotiku styl neorománský – například Kostel Nanebevzetí Panny Marie v Mariánských Lázních (1844–1848) nebo kostel sv. Cyrila a Metoděje v Praze-Karlíně (1854–1863).
- Kostel sv. Ludmily, Vinohrady (1888–1893)
- Kostel sv. Prokopa, Žižkov, Praha (1899–1903)
- Kostel sv. Petra a Pavla na Vyšehradě (1070–1080, renesanční přestavba 1576, barokní přestavba 1707–1726;poté proběhla ještě neogotická přestavba v letech 1885–1903)
- Rekonstrukce kostela sv. Jakuba v Brně (pol. 15. století–1592)
- Českobratrský evangelický chrám Jana Ámose Komenského, Brno (1867)
- Regotizace brněnského chrámu na Petrově (1889–1891)

Stavební slohy jako empír, neorenesance, neobaroko nebo neorokoko se v sakrální architektuře příliš neprojevily ani v Čechách, ani ve zbytku Evropy. Jedny z mála církevních staveb v empírovém slohu, které v Čechách najdeme, jsou kostel sv. Augustina v Sovinci (1845), kostel sv. Kříže v Praze, kostel Nanebevstoupení Páně v Josefově a kostel Vzkříšení Páně v Terezíně.

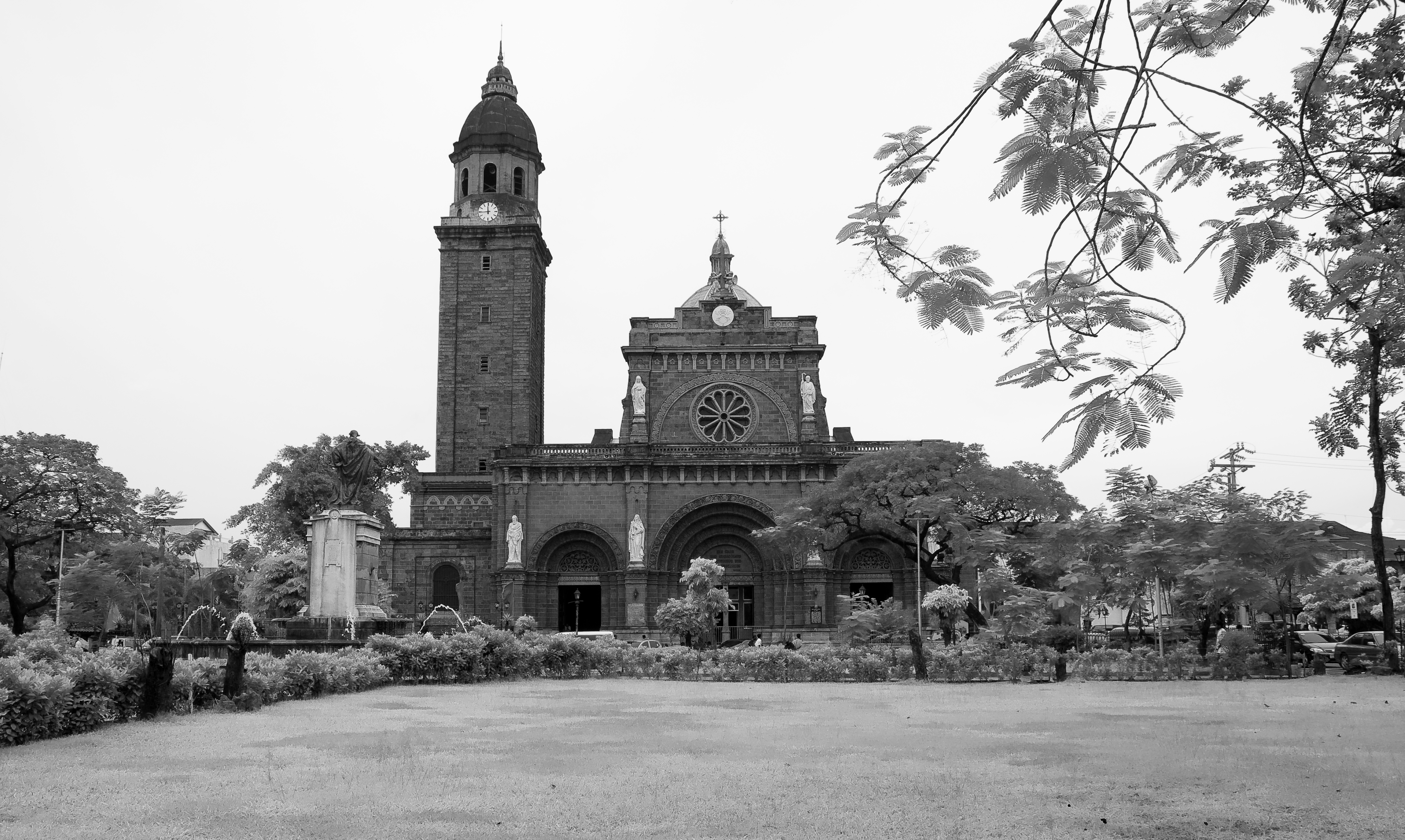
Katedrála v Manile, Filipíny

### Asie
Významnou památkou křesťanské církevní architektury v Asii je katedrála Neposkvrněného početí v Manile na Filipínách, které jsou jediným převážně katolickým státem v celé Asii. Tato stavba se může pochlubit smutným rekordem – v průběhu 400 let byla sedmkrát znovu vystavěna, poté, co byla zničena tajfunem, požárem, zemětřeseními nebo válkou. Z původního dřevěného kostelíka založeného jezuitskými misionáři se tak nakonec stala impozantní bazilika ze světlého pískovce postavená v neorománském slohu, s velkou kupolovou věží nad křížením lodí a s třemi impozantními vstupními portály umístěnými vedle sebe.
- Katedrála Neposkvrněného početí Panny Marie v Manile, Filipíny (1581, 1582, 1592, 1614, 1654–1671, 1750, 1870, 1941)

### Afrika
Kolonialismus v 19. století zprostředkoval vzájemný kontakt evropských a neevropských kultur, což mělo za následek účinky i na jejich architektonické tradice. V britských afrických koloniích byly zakládány zejména anglikánské sakrální stavby, jako například katedrála sv. Jiří v Kapském Městě, která je neorománskou a neogotickou stavbou.
- Katedrála sv. Jiří v Kapském Městě, Jihoafrická republika (1862)

### Amerika

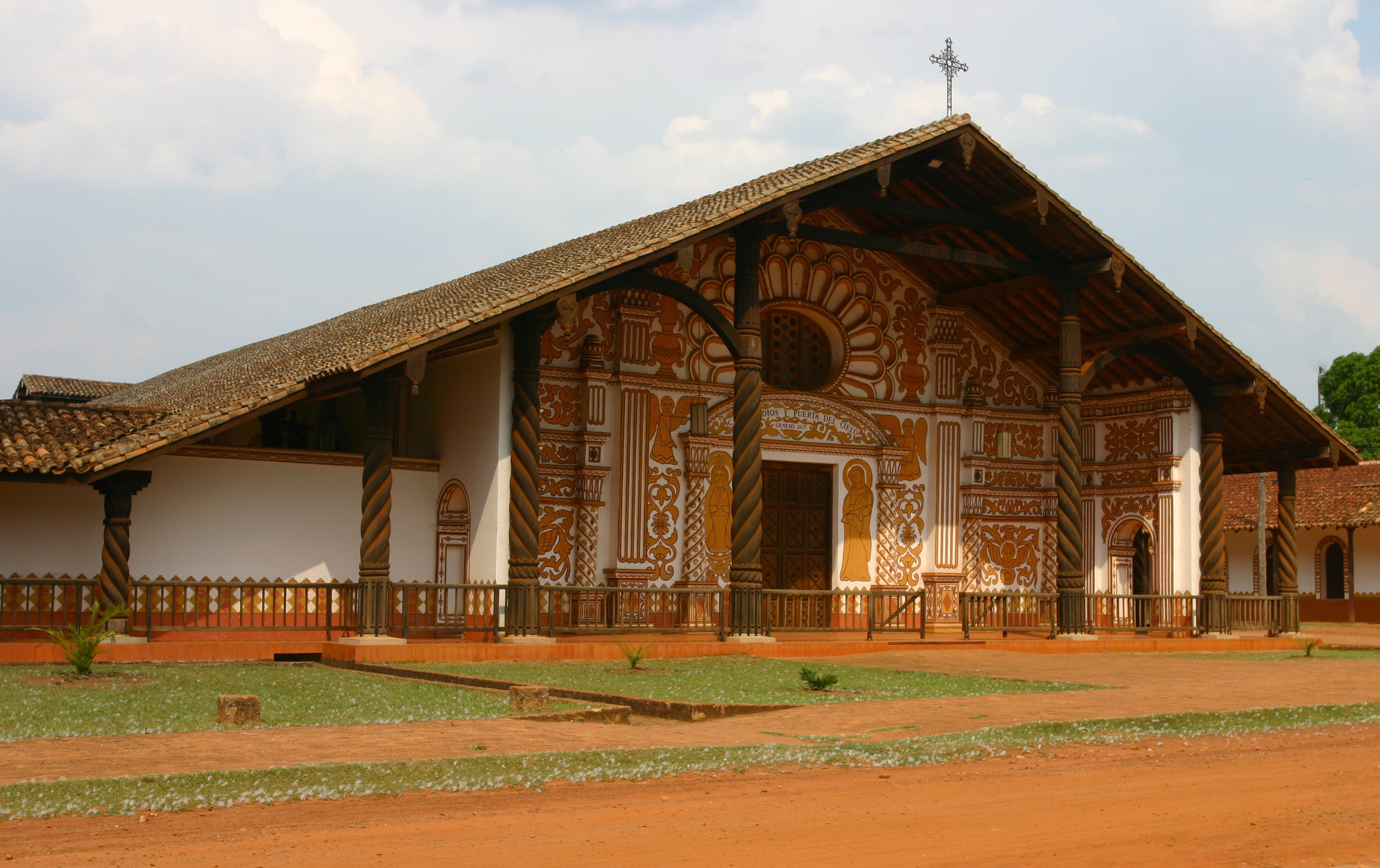
Concepción – dřevěný kostel

Křesťanství se do Ameriky dostalo v 16. století v rámci objevitelských cest, které byly využívány současně jako cesty misijní. Spolu s misionáři na nový kontinent přicházely i evropské stavební slohy, které se však pochopitelně různě smísily s těmi domorodými.

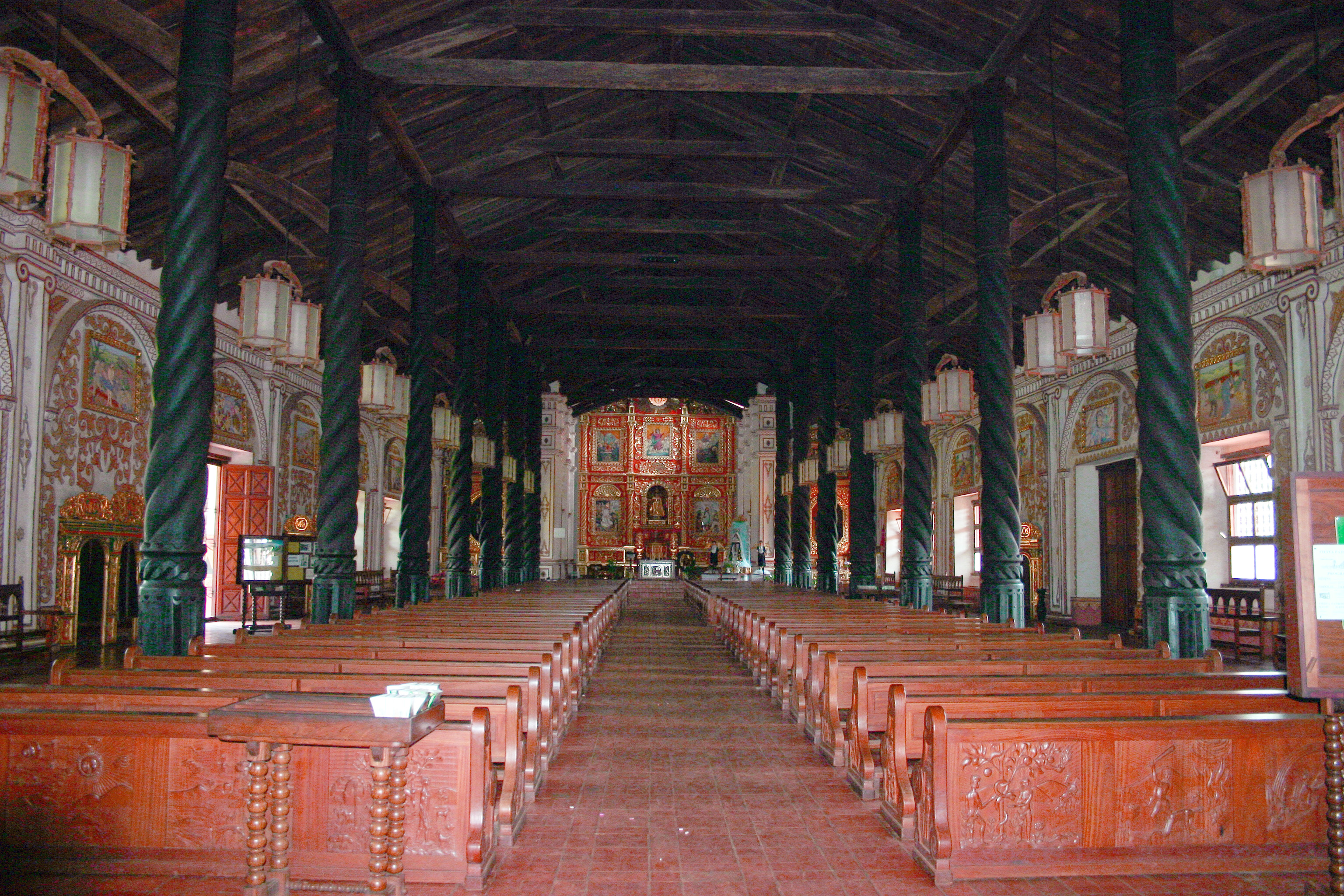
Concepción – interiér dřevěného kostela

Již v roce 1525 zahájil Hernán Cortés ve městě Mexico, které vzniklo na troskách Tenochtitlánu, výstavbu chrámu – dnes jednoho z největších v Americe. Na stavbu byly použity kameny z blízké aztécké svatyně Templo Mayor, což mělo nejen praktický, ale i symbolický důvod: tímto způsobem totiž křesťanský Bůh viditelně triumfoval nad pohanským pantheonem bohů. Město Mexico stojí na bažinatém ostrově a kvůli nebezpečí, že ohromný kostel se 14 bočními kaplemi klesne do vlhké půdy, byla podniknuta řada stabilizačních opatření, přesto i nadále hrozí, že se katedrála zcela proboří. Stavba byla definitivně dokončena až v roce 1813. Od počátku patřila řádu františkánů.
Jezuité zejména v Jižní Americe zakládali tzv. redukce, v nichž domorodce evangelizovali. Jejich centrem byl většinou dřevěný kostel. V letech 1696–1760 zřídili deset takových osad v Bolívii, nedaleko Santa Cruz. Nejzachovalejší redukce jsou San Francisco Javier, Concepción, Santa Ana, San Miguel, San Rafael a San José. Kostely v nich se vyznačují kombinací katolické architektury a místních stavebních prvků. Kostel v Concepciónu má sedlovou střechu a jeho interiér sestává ze tří lodí vyzdobených v mestickém baroku. Pouze kostel v San José je z kamene. Četné detaily (například sochy v kostele v San Rafaelu) svědčí o snoubení evropských a domorodých stylových prvků. Jezuitské redukce vznikaly také v Paraguayi, Uruguayi, Argentině a Brazílii.
Františkáni postavili v brazilském městě Salvador da Bahia kostel sv. Františka (1708–1723) ve stylu jihoamerického baroka. Za skromným průčelím se skrývá interiér bohatě zdobený zlacenými sochami, ornamenty, florálními motivy a anděly z palisandru. V křížové chodbě sousedního kláštera jsou pozoruhodná azujelos z 18. století (modro-bíle malované kachličky na stěně) s biblickými a antickými výjevy. 

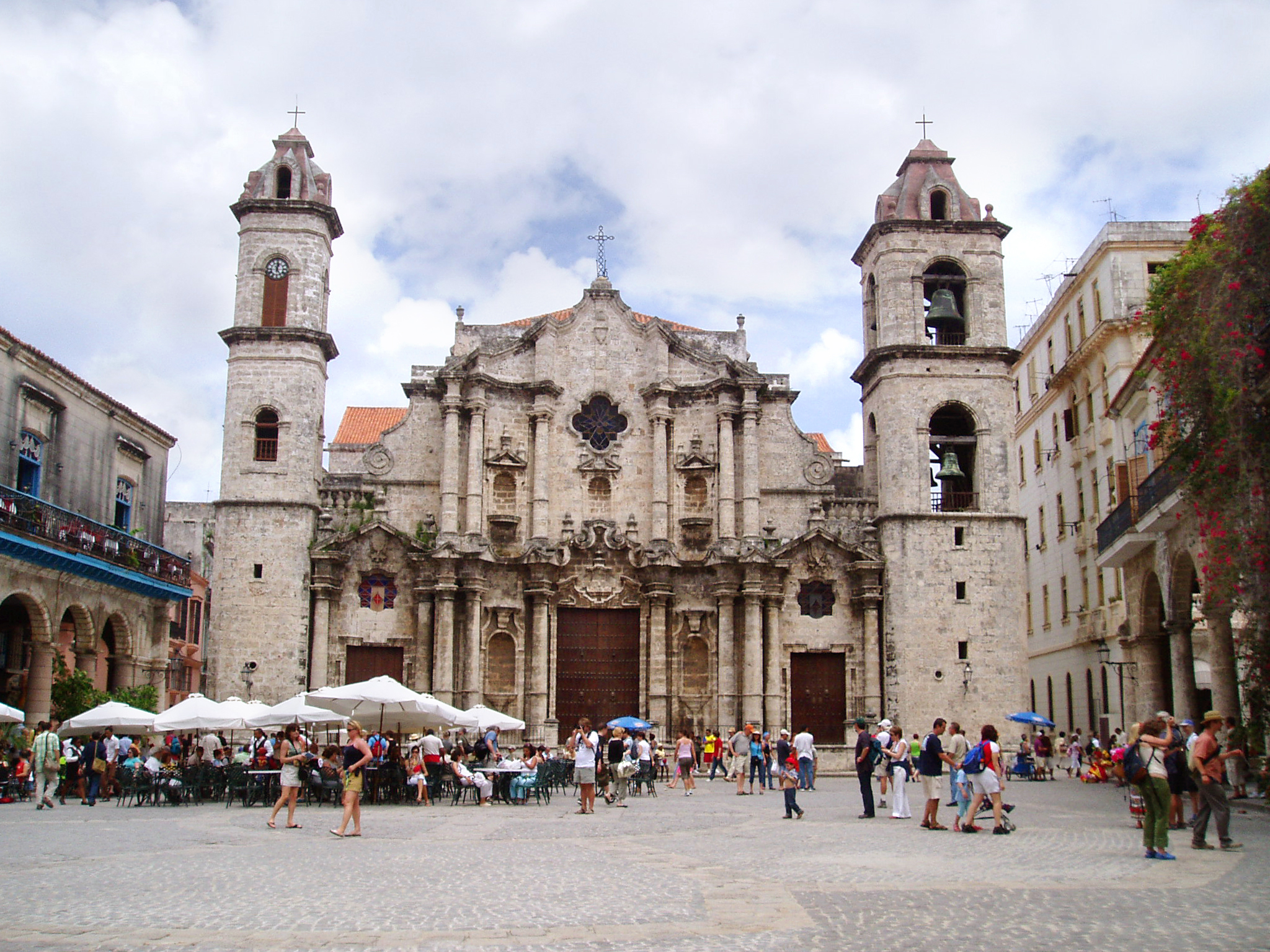
Katedrála v Havaně

- Kostel sv. Františka z Assisi, Ouro Preto, Brazílie (1765)
- Poutní kostel Bom Jesus de Matosinhos, Congonhas do Campo, Brazílie (1772)
- Bazilika Notre-Dame, Québec (1647–1766)
- Catedral San Cristóbal, Havana, Kuba (1748–1777)
- Katedrála v Limě, Peru (původní stavba z roku 1540 byla zničena zemětřesením; dnešní podoba 1775)

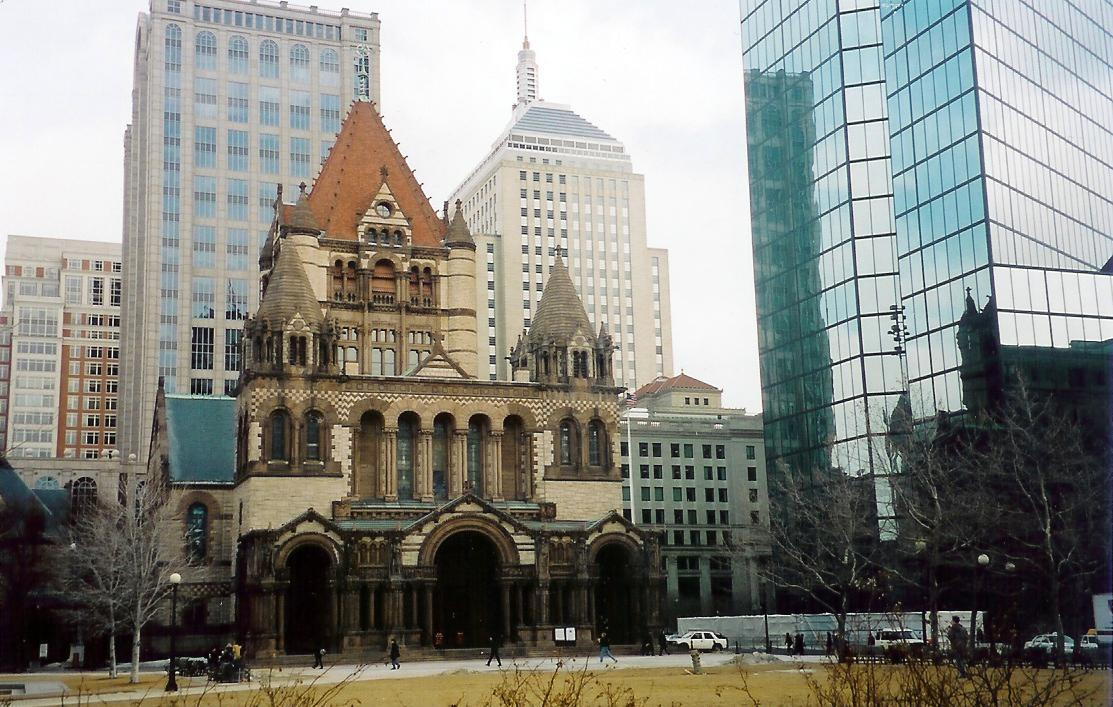
Trinity Church, Boston

Ve španělsko-francouzském klasicistním slohu je vystavěn kostel sv. Ludvíka v New Orleansu (1794), který byl inspirován pařížským kostelem Saint Gervais. Stavebním materiálem je bílý pískovec, průčelí je členěno hladkými dórskými sloupy ve třech řadách nad sebou (tato severoamerická záliba v prvcích antických chrámů se nazývá Greek Revival). Kostel má tři špičaté věže – dvě po stranách průčelí, třetí, nejvyšší, je nad jeho středem. V centru Bostonu se nachází evangelický novorománský Trinity Church (kostel Nejsvětější Trojice) postavený v letech 1872–1877. Má půdorys latinského kříže, širokou věž a střechu krytou taškami (inspirace u jihofrancouzských vzorů), v interiéru lze nalézt odkazy na byzantský sloh. Dnes je skrytý mezi mrakodrapy. Právě v Bostonu byl také otevřen první speciální kostel pro černochy, právě zde nabyl abolicionský protest proti otroctví politických rozměrů. Rovnost všech lidí před Bohem je základním křesťanským principem.
První sakrální stavbou v New Yorku byl Grace Church (1843). Nejvýznamnějším newyorským katolickým kostelem je katedrála sv. Patrika na Manhattanu (1859–1888), která je sídlem newyorských arcibiskupů. Vzorem pro stavbu byly významné evropské gotické katedrály. Je to pětilodní bazilika se dvěma věžemi a rozetovým oknem v západním průčelí. Největší neogotickou stavbou na světě je newyorská katedrála St. John the Divine. Patří protestantům, ale přístup do ní mají i mormoni, katolíci, buddhisté, indiáni či židé. Její půdorysná plocha má velikost dvou fotbalových hřišť a její objem odpovídá objemu francouzských katedrál Notre-Dame v Paříži a v Chartres dohromady. Sochy, které ji zdobí, dosahují až 6 metrů. Začala se stavět v roce 1892, ale až do dnešního dne je dokončena jen přibližně ze dvou třetin.

### Austrálie

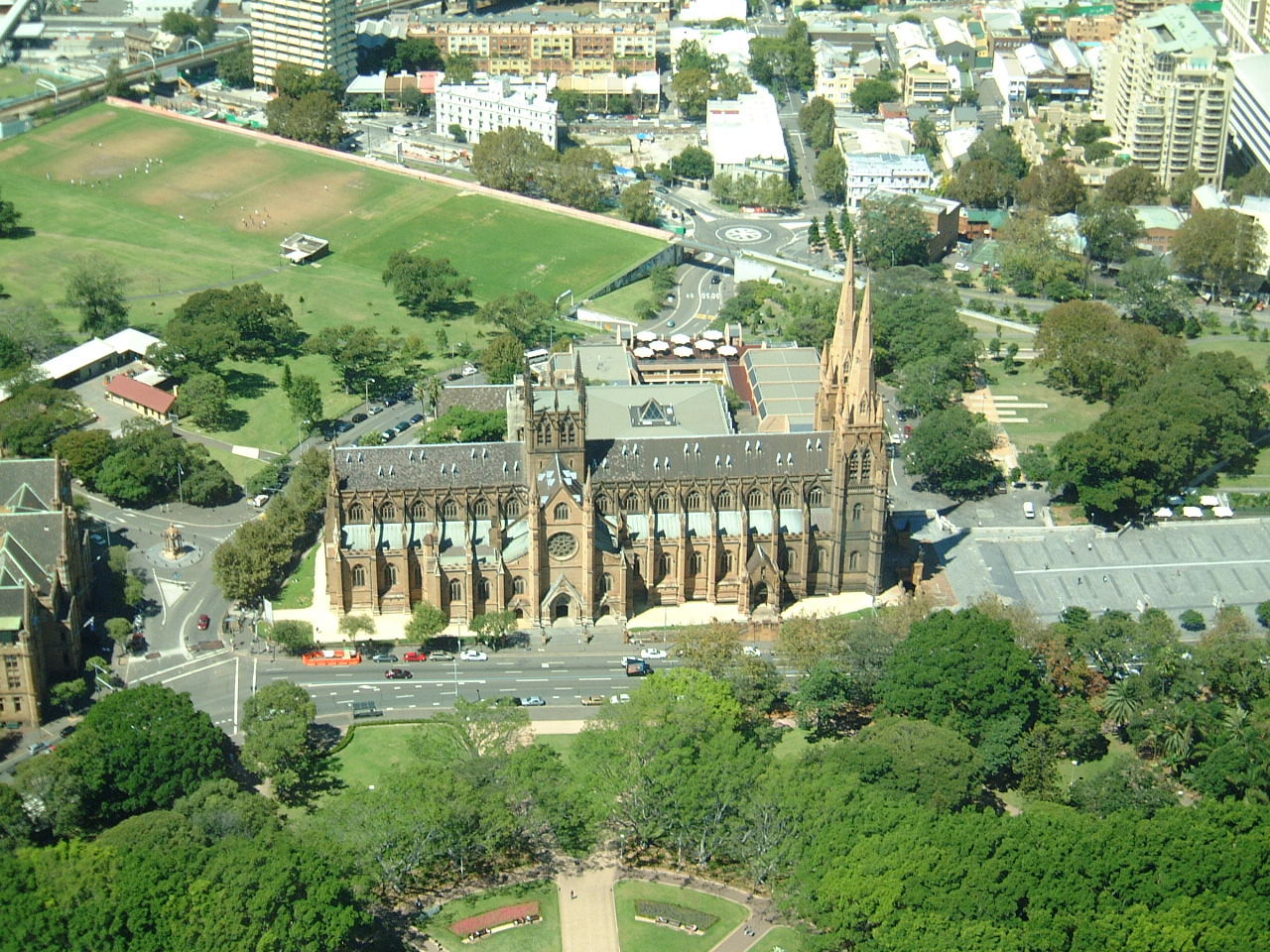
Katedrála Panny Marie, Sydney

Na území Austrálie vstoupil jako první cizinec James Cook v roce 1770. Austrálie se stala britskou trestaneckou kolonií. Kromě trestanců tvořili značný počet irští katolíci, kteří jsou zde dnes zastoupeni stejnou měrou jako příslušníci anglikánského vyznání. V období novověku zde byla postavena celá řada křesťanských sakrálních staveb, jejichž architektura vycházela z evropských stavebních slohů.
Nejvýznamnější katedrálou v Sydney je katolická katedrála Panny Marie (1821). Po požáru byla přestavěna v roce 1866 v neogotickém slohu, který byl tehdy velmi rozšířený a často používaný pro stavbu katedrál po celém světě. Byla vybudována po vzoru anglických katedrál v tzv. dekorativním slohu z australského pískovce. Kostel má dvojvěžové průčelí, vysoké 74,6 m, délka stavby je přibližně 107 m. V interiéru je stavba obvyklou velkou halou s arkádovými galeriemi, podlahy jsou mozaikové, okna barevně zasklená.
Katedrála sv. Patrika v Melbourne (1850–1897) byla postavena stejným stavitelem jako katedrála v Sydney, proto jsou si podobné. Byla postavena také v anglickém neogotickém slohu, jehož typickými znaky byly u sakrálních staveb kapitulní síně, pravoúhlý chór a existence kaple Panny Marie. Katedrály byly relativně nízké a opěrné systémy bočních lodí se skrývaly pod střechami. Stavitelé využívali ve značné míře techniky silných zdí, což bylo v příkrém protikladu k velmi zeslabeným zdem kontinentální gotiky. V průčelí katedrály jsou dvě špičaté věže a není zdobeno plastikami ani přeplněno nejrůznějšími ornamenty, jen jako zřetelný odkaz na středověké kostely se zde vyskytuje několik chrličů. V interiéru jsou působivé mozaiky s biblickými výjevy.
- Katedrála sv. Ondřeje, Sydney (1837–1867), patří anglikánské církvi

## Moderní architektura (od 20. století)
Vzhledem ke značnému počtu stavebních slohů ve 20. století není možné zde všechny podrobně popsat, proto budou zmíněny pouze ty nejdůležitější, které se významně uplatnily v křesťanské sakrální architektuře, spolu s uvedením významných staveb v jednotlivých geografických oblastech.

### Evropa
V 19. století se architektura postupně zbavila závislosti na přísných historických pravidlech a na historizujícím vzhledu a více se zajímala o konstrukci, funkci a materiál – kovové konstrukce, železobeton, sklo – tak, aby mohly být více využity k proměně a obohacení architektonického výrazu. Nové materiály, konstrukce a technologie rozšířily realizace architektonických myšlenek. Rychle se rodily a stejně rychle zanikaly nové slohy. Zveřejňování architektonických děl (v knihách, časopisech) spolu s průmyslovou revolucí (rozvoj železniční dopravy) mělo za následek přenos inspiračních zdrojů i mezi hodně vzdálenými místy. Architektura začala být stále více univerzální a začala se zbavovat národních kořenů. Na přelomu 20. století opustila velké řádové slohy i jejich novodobé variace a nechávala se inspirovat přírodou (tzv. organická architektura). V tomto architektonickém stylu však vždy existovala jen úzká cestička mezi skutečnou inspirací a kýčem.
- Westminsterská katedrála, Londýn (1903) – je inspirována byzantským slohem kvůli domněnce, že tento styl bude svým duchem bližší otcům zakladatelům katolické církve než sloh neogotický nebo neoklasický.[48]

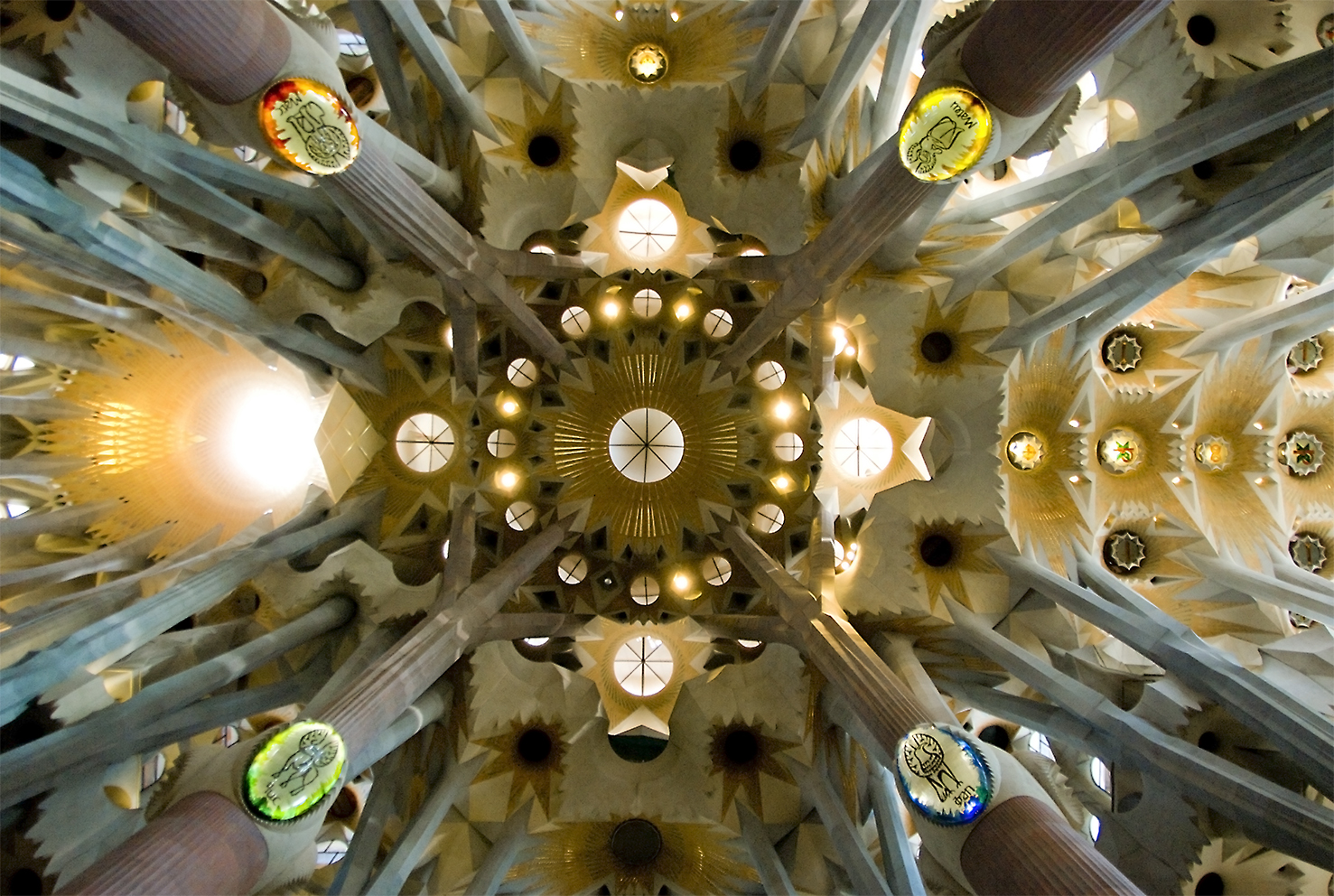
Sagrada Familia, Španělsko – interiér

Jednou z nejvýraznějších postav organické architektury byl katalánský architekt Antoni Gaudí, jehož motto bylo: "Přímka patří člověku, křivka Bohu." Jeho největším dílem je katedrála Sagrada Família v Barceloně (1883–1926). V základu je to vrcholně logická konstrukční soustava s parabolickými oblouky kleneb. Původně zamýšlený gotický charakter postupně zmizel v originálním pojetí s přírodním tvarováním a s bohatým plastickým doprovodem. Katedrála je konstrukcí, která kombinuje monolitický železobeton s kamenickými prvky, ocelí a sklem. Za Gaudího života byla postavena přibližně z jedné pětiny, na počátku 21. století se stále ještě dostavuje. Další Gaudího stavbou byla Santa Coloma de Cervelló v Barceloně (1914), jedna z nejvýstřednějších staveb 20. století. Zvenku působí štěrbinová okna a záhadný vchod kaple naprosto výjimečně. Čtyři masivní sloupy se naklánějí v nepravděpodobných (ale z pohledu fyzikálních zákonů zcela racionálních) úhlech a podpírají výrazně žebrovanou klenbu z ručně vyrobených cihel. Dva sloupy jsou z hrubě tesaného kamene, jejich cihlové protějšky jen místy pokrývá cementová omítka. Věřící si sedají do bizarních dřevěných lavic.
- Bazilika Svatého srdce, Brusel, Belgie (1922)

Kaple Notre-Dame-du-haut, Ronchamp, Francie (1955) – architekt Le Corbusier vytvořil unikátní stavbu, která je únikem ze světa průmyslového do duchovního. Z rituálního hlediska kaple funguje zvnitřku ven a po vstupu do zjevně znepokojivého interiéru nutí většinu návštěvníků k modlitbě. Silné, bílé, hrubě nahozené betonové zdi tvoří pouhý rámec pro mše a modlitby pod širým nebem. Velká převislá střecha přebírá funkci ozvučnice, jež odráží písně věřících, jejich modlitby i kázání venku. Zvláštní tvar kaple byl inspirován lasturou. Interiér je osvícen jakoby náhodně rozmístěnými okénky a pruhem denního světla v mezeře mezi zdmi a střechou. Lehkou skořepinovou střechu podpírají úzké ocelové sloupky zasazené do betonových zdí.

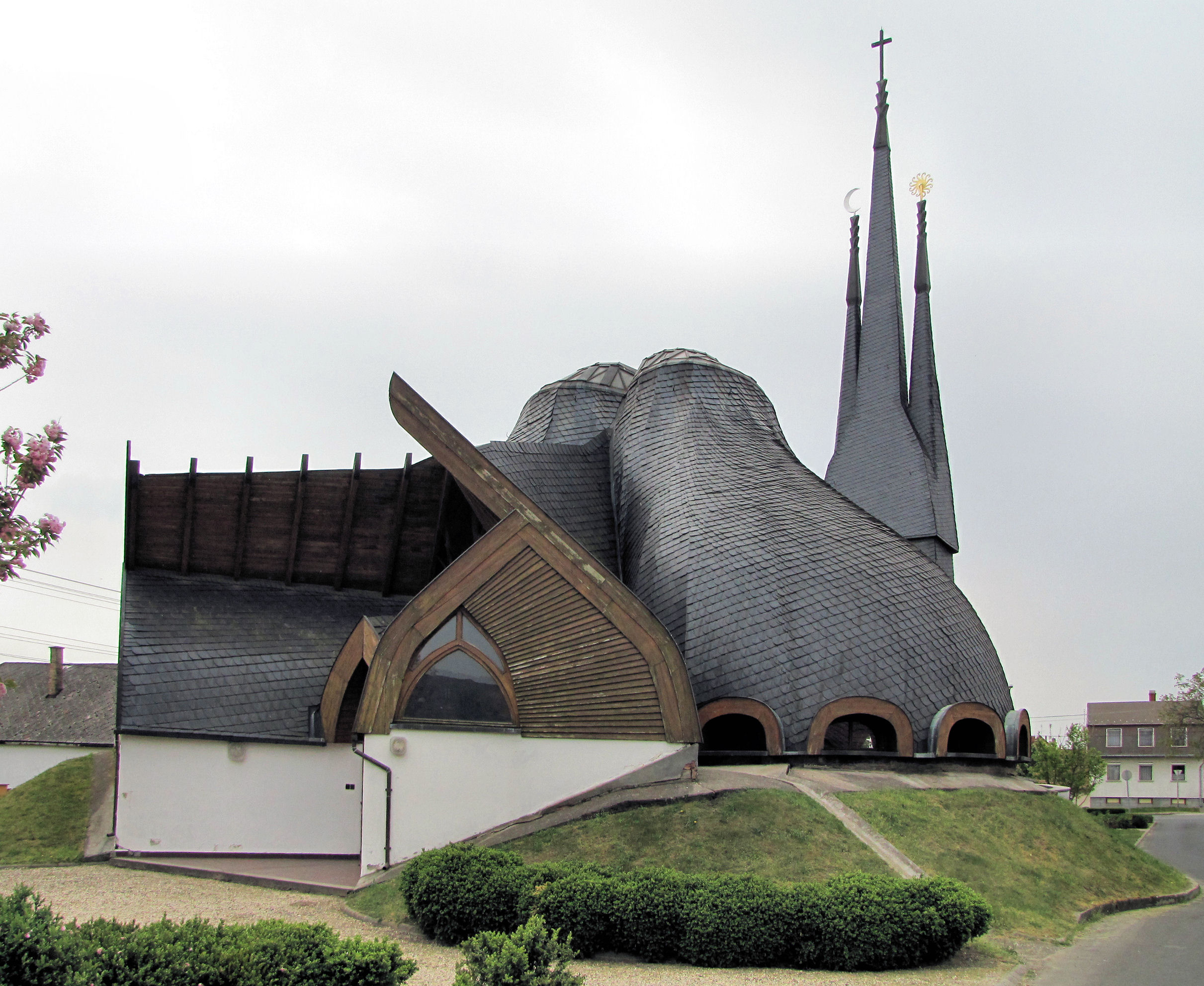
Kostel sv. Ducha, Maďarsko

- Kostel sv. Ducha, Paks, Maďarsko (1992) – celý kostel má představovat protiklad světla a tmy, nebes a země, ženského a mužského principu, slunce a měsíce. Jeho symbolika je pohanská a katolická zároveň. Místní děti stavbu nazývají "ďábelským kostelem". Hlavní část kostela, tvarem připomínající ženské lůno, kontrastuje se samostatnou zvonicí a třemi věžičkami, zakončenými symboly slunce, měsíce a ukřižování. Interiér, shora osvětlený vitrážovým stropem, má podobu starobylého keltského symbolu věčnosti. Loď i oltářní prostor na sebe navazují a jsou celé ze dřeva.[52]

Ve Velké Británii byl rozvoj nové architektury spojen s hnutím Arts and Crafts, které požadovalo obrodu řemesel, účelnost tvarů a využívání přirozených výtvarných schopností přírodních materiálů. V ostatních zemích byly myšlenky tohoto hnutí spojovány s idejemi secese (Art Nouveau či Jugendstil).
- Kostel Všech svatých, Velká Británie (1902) – zajímavý pokus sloučit klasické a moderní stavební postupy a styly. Působí jako starobylá stavba se slaměnou střechou, ale v interiéru je betonový strop a svérázné okenní detaily. Je obrazem složitého hledání možností a výrazu nových stavebních materiálů a technologií i při přesném vymezení místních tradic.[54]
- Katedrála v Tampere, Finsko (1907) – tvoří významný mezník v dějinách finské architektury. Národní romantismus byl ve Finsku reakcí na obavy z Ruska na konci 19. století a umělci i architekti hledali inspirace v samém srdci starofinské Karélie. Byla postavena celá řada dřevěných kostelů ve stylu karelské neogotiky. Z tohoto hnutí vychází i katedrála v Tampere, je však zjevně ovlivněna neorománskými návrhy chicagského architekta H. H. Richardsona. Stejně jako u mnoha budov ovlivněných filosofií Arts and Crafts skrývá její bohatě členěný malebný interiér racionální plán.[55]

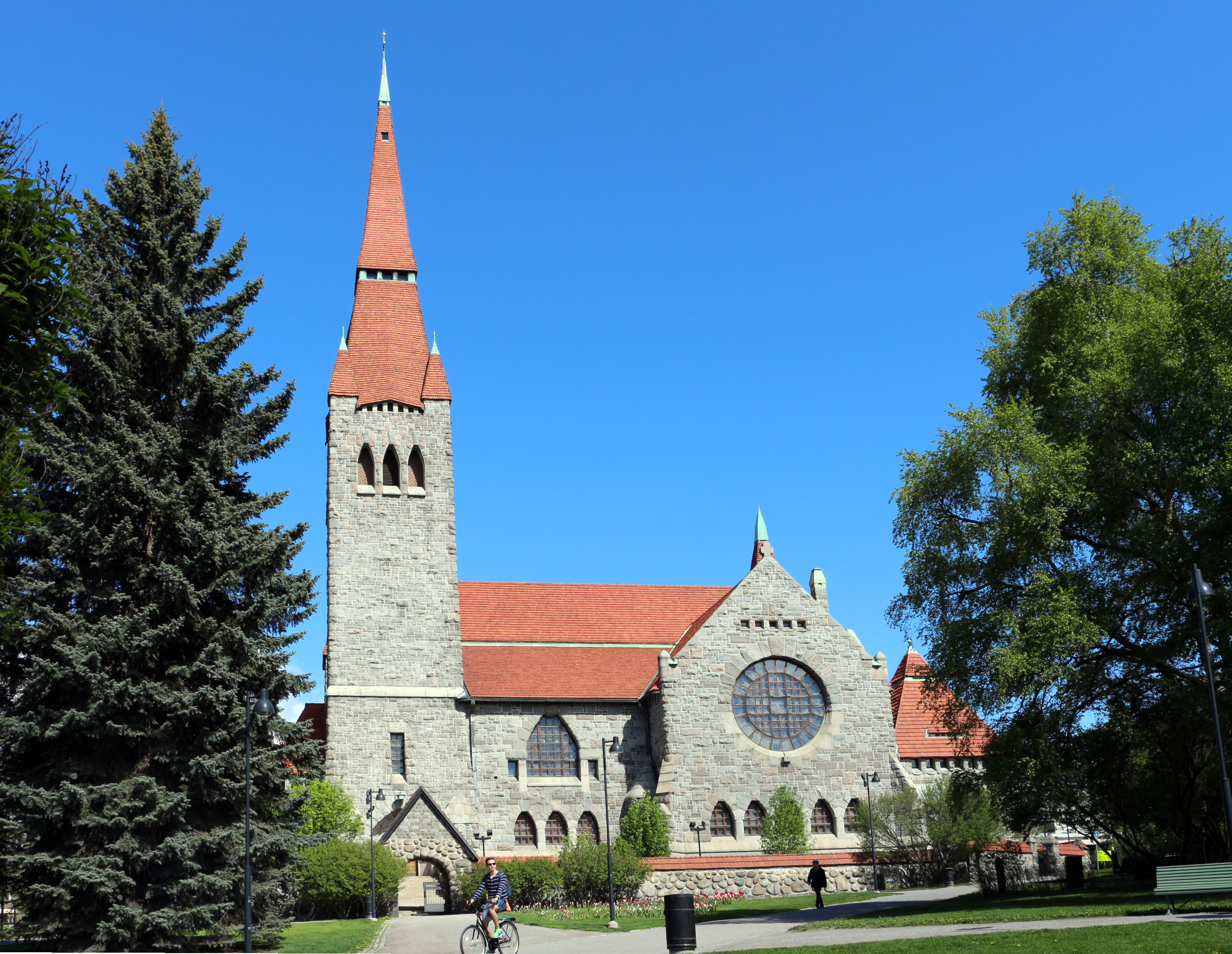
Katedrála v Tampere

- Kostel Gruntvig, Dánsko (1913–1940) – mohutná cihlová stavba, navržená ve tvaru varhan. Spojuje v sobě cihlovou zděnou architekturu severní Evropy, německý expresionismus a prozkoumávání konstrukčních možností i technických omezení cihlových staveb. Kostel dovádí postupy cihlové výstavby k samým mezím této technologie. Expresionistická hodnota budovy spočívá v jejím pokusu zobrazit myšlenku, zvuk a sílu církevní hudby a náboženského ducha ve vnějším vzhledu kostela.[56][57]
- Poutní kostel v Neviges, Německo (1968)

V zemích východní Evropy docházelo v období socialismu k výstavbě sakrálních staveb jen výjimečně.

#### Území dnešní České republiky

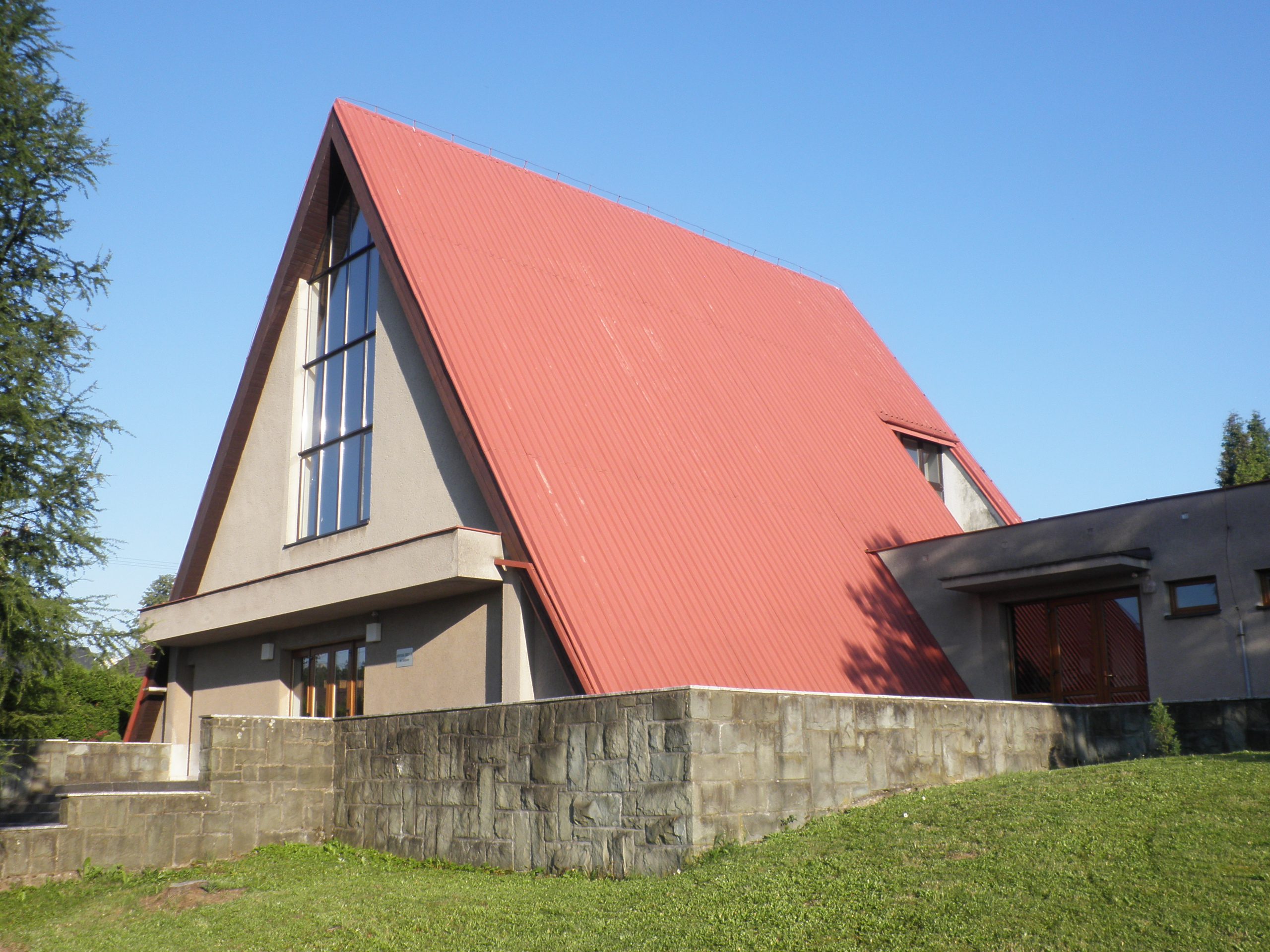
Modlitebna apoštolské církve, Oldřichovice

Budování samostatného státu, dvě světové války, ekonomická krize a víc než čtyřicet let komunistického režimu – to byly okolnosti, díky nimž většina nových křesťanských sakrálních staveb na území dnešní České republiky vyrostla ve 20. století až po sametové revoluci v roce 1989. Byly to převážně menší stavební objekty s vnitřní dispozicí a výbavou liturgického prostoru v duchu idejí a tradic té určité křesťanské církve, v jejímž užívání se nachází. Často byl kladen – především u protestantských církví – hlavní důraz na funkčnost a téměř puristické vybavení interiéru. Existují křesťanské církve, které dokonce nemají na liturgický prostor vůbec žádné nároky a modlitebnou je pro ně jakákoliv budova, nijak se nelišící od občanské zástavby a běžně využívaná i k profánním účelům – dá se tedy říct, že vůbec o sakrální prostor a architekturu nejde. Podívejme se na tuto problematiku u některých křesťanských církví aktivních v České republice:

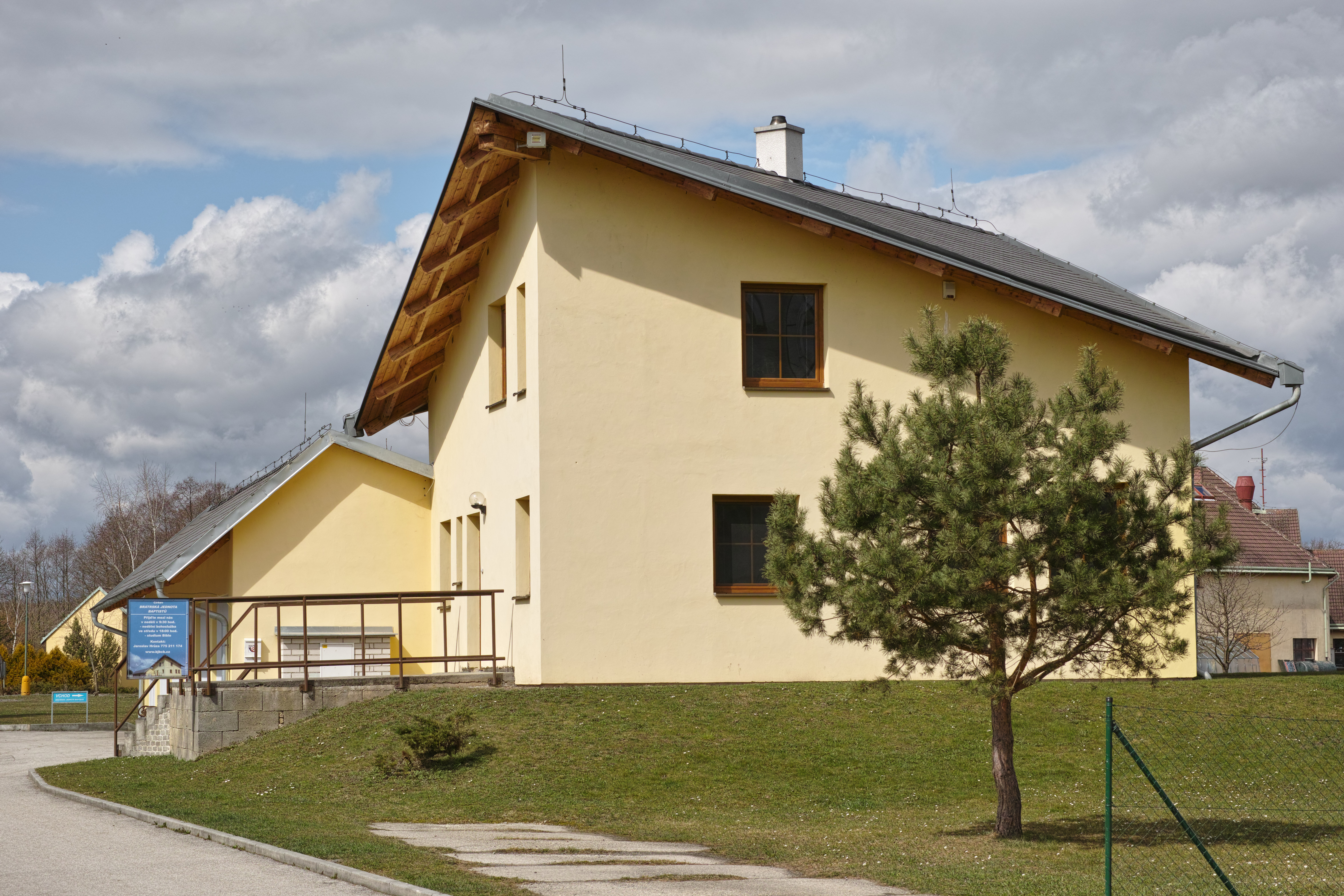
Modlitebna Bratrské jednoty baptistů, České Budějovice

Apoštolská církev – shromáždění se konají v modlitebnách, v pronajatých místnostech, bytech a zejména při křtech ponořením je možné, aby se konala ve volné přírodě. Evangelizační shromáždění se mohou konat i na ulicích. Modlitebny jsou zařizovány účelně a prostě, bez nákladné a okázalé výzdoby. K výzdobě interiéru se doporučuje zejména použití biblických veršů.
- Křesťanské centrum v Českém Těšíně (2000)

Baptisté (Bratrská jednota baptistů a Společenství baptistických sborů) – v začátcích hnutí se věřící shromažďovali v domácnostech, později byly na modlitebny přestavovány civilní objekty. Ve 20. století byly stavěny modlitebny "na zelené louce", které však jen výjimečně měly vnější kostelní charakter. Ve středu čelního prostoru hlavního sálu je na pódiu umístěna kazatelna. Křtitelnice je zapuštěna do pódia a je taková, aby umožnila křest ponořením dospělých osob. Výzdoba je biblickými verši.
- Sbor bratrské jednoty baptistů v Jablonci nad Nisou (1970–1976)

Církev adventistů sedmého nebe – modlitebny jsou jednoduché a prosté, bez zdobných prvků a uměleckých předmětů. To vychází jednak z toho, že první generace adventistů sedmého nebe pocházely většinou z nižších společenských vrstev, jednak z toho, že "před Bohem stojíme navzdory všem zkrášlujícím snahám nazí".

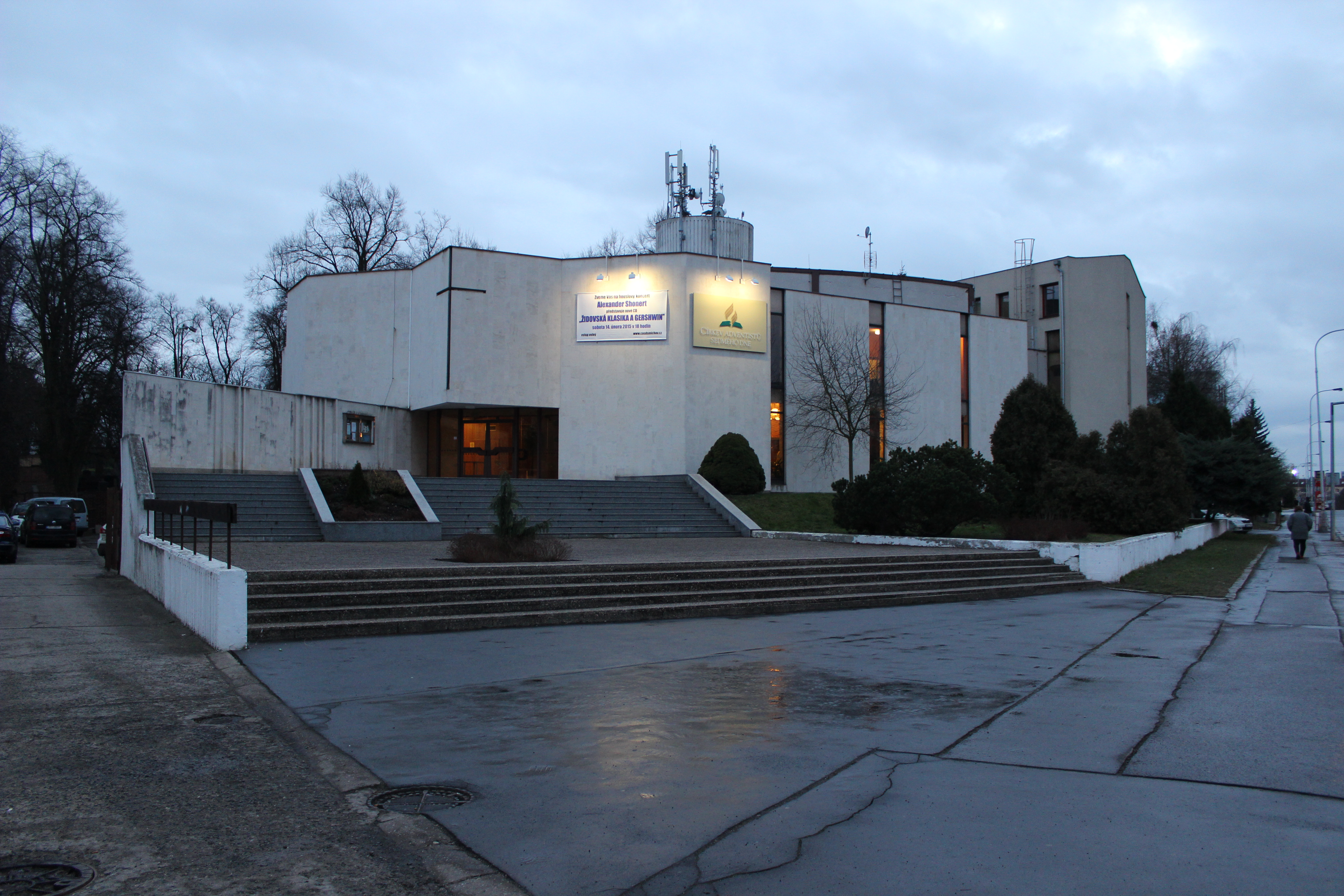
Modlitebna Církve Adventistů sedmého dne v Praze-Smíchově

- Modlitebna Církve adventistů sedmého dne v Praze-Smíchově (1982–1985)
- Modlitebna Církve adventistů sedmého dne v Praze-Vinohradech (1987–1990)
- Sbor Církve adventistů sedmého dne ve Vrchlabí (1996–1997)
- Středisko Církve adventistů sedmého dne ve Zlíně-Malenovicích (1993–1997)

Církev bratrská – modlitebny bývají dimenzovány na 120–300 míst. Jsou zařizovány účelně a prostě, bez nákladné a okázalé výzdoby. Jsou použity zejména biblické verše a křesťanské symboly (kříž bez zobrazení postavy Ježíše Krista).
- Sborový dům Církve bratrské v Českých Budějovicích (2001)

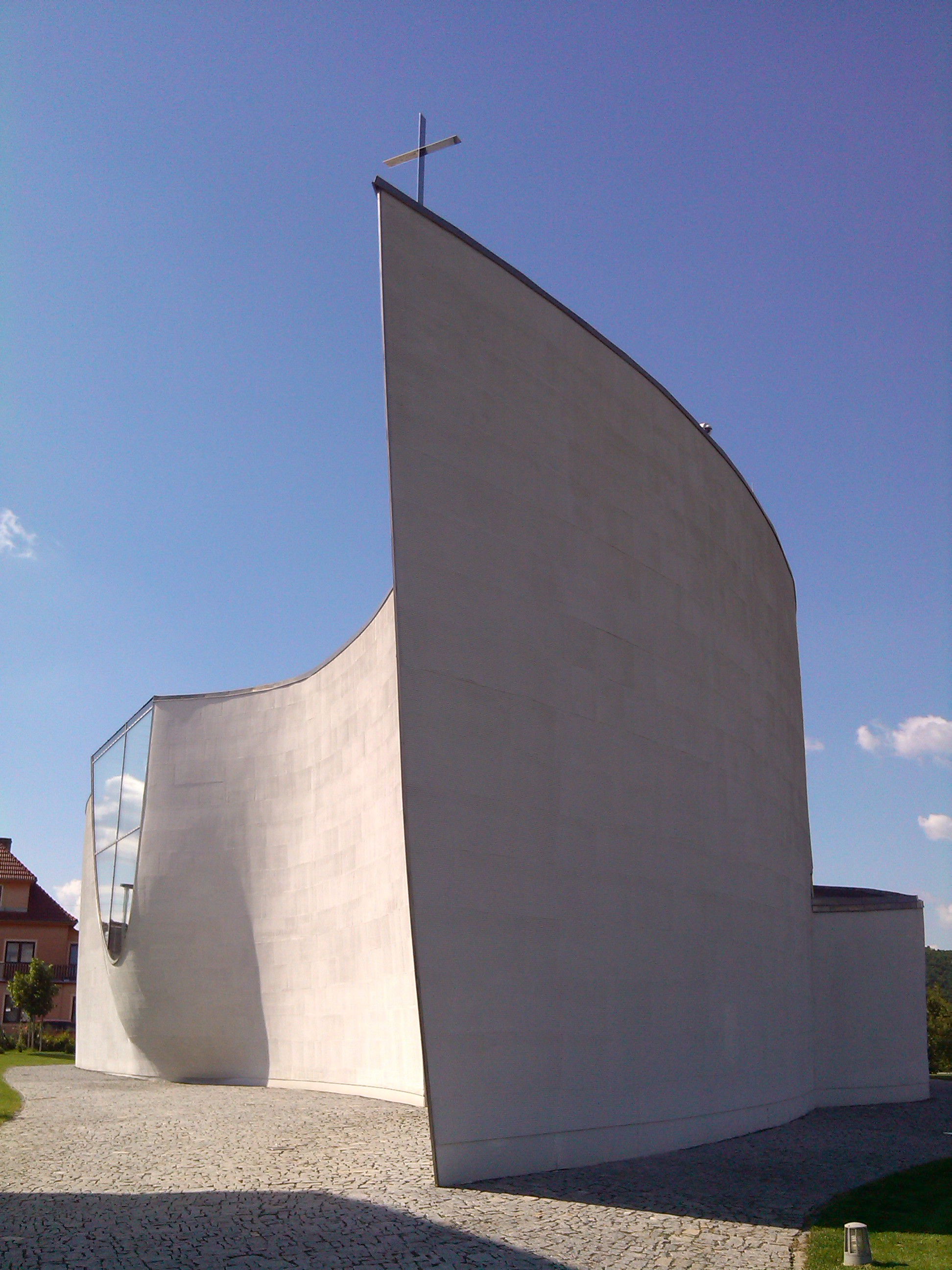
Modlitebna církve bratrské, Černošice

- Modlitebna Církve bratrské v Ostravě (1993–1995)
- Sborový dům Archa v Pardubicích (1995–1998)
- Sbor Církve bratrské v Litomyšli (2010)

- Modlitebna Církve bratrské v Černošicích (2010)

Církev československá husitská – využívá k bohoslužebným účelům opuštěné a odsvěcené historické chrámy, nově postavené sbory, opuštěné synagogy, kostely opuštěné po válce německou evangelickou církví nebo budovy, které sloužily původně jinému účelu a byly přebudovány na modlitebny. Při budování nových budov byla snaha o úspornost a účelnost – prostor má být jednoduchý, stylově čistý, akusticky dobrý a pokud možno levný. Postupně se ukázala důležitost víceúčelovosti sboru – nejen pro bohoslužby, ale i jako zázemí duchovnímu, radě starších a pro sociální práci.
- Husův sbor v Českých Budějovicích (1924)
- Sbor kněze Ambrože v Hradci Králové 1926–1929), arch. Josef Gočár

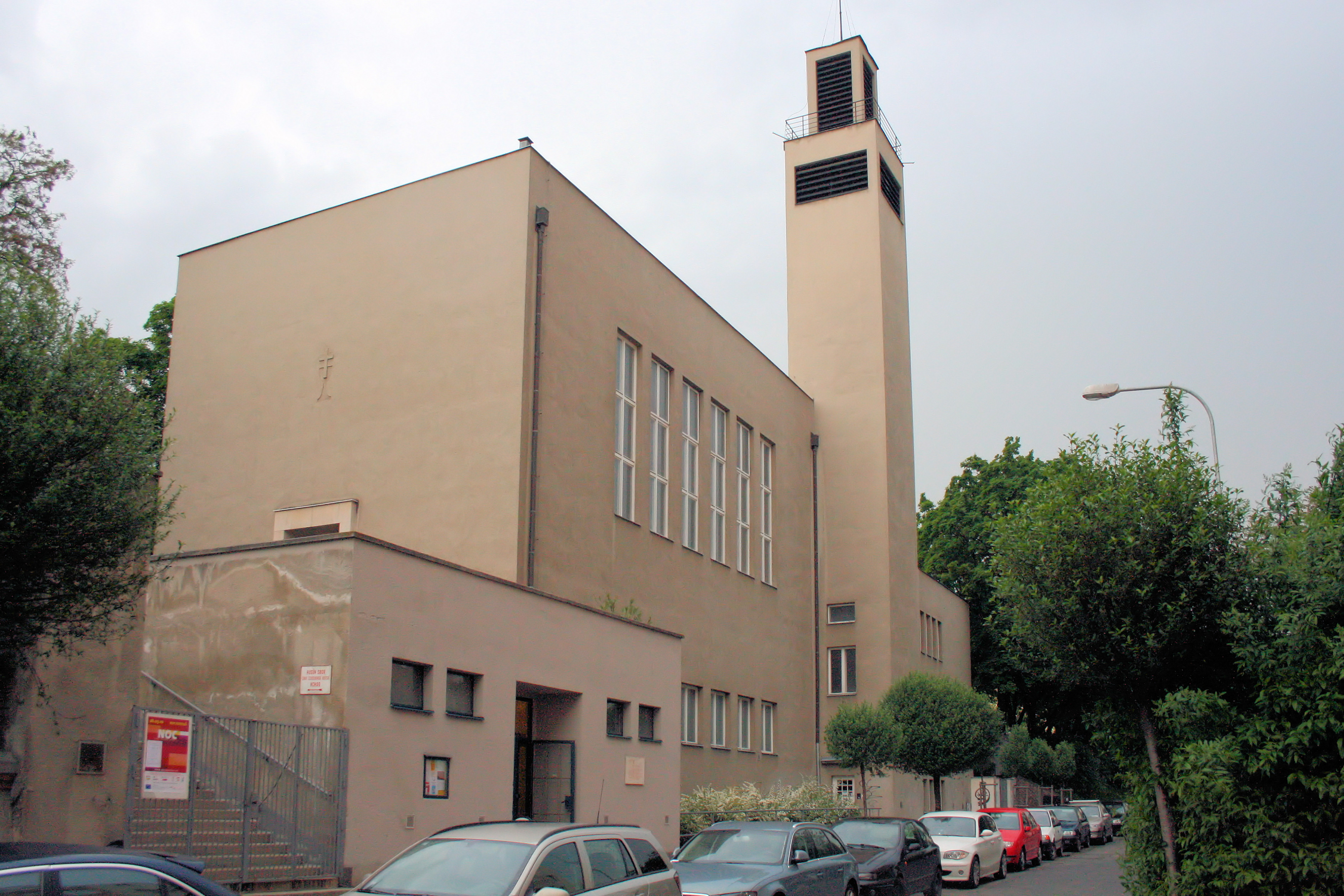
Husův sbor v Brně-Veveří

- Husův sbor v Brně (1927–1929), postavený ve funkcionalistickém architektonickém slohu
- Husův sbor v Praze-Vinohradech (1930–1935)

Církev Ježíše Krista Svatých posledních dní – hlavními částmi modlitebního domu jsou kaple a chrám. V kapli se konají nedělní shromáždění a slouží i ke kulturnímu a sportovnímu vyžití. Nachází se v ní křtitelnice, třídy pro výuku evangelia členů, genealogická třída sloužící k vyhledávání předků a sportovní hřiště. Chrám není katedrálou s jednou velkou halou, ale skládá se z různých místností – obsahuje místnost pro obdarování členů, celestiální místnost symbolizující místo, kde přebývá Bůh, místnost s oltářem, kde probíhají svatby, dále kanceláře, šatny i jídelnu s kuchyňkou.
- Kaple Církve Ježíše Krista Svatých posledních dnů v Brně (2001)

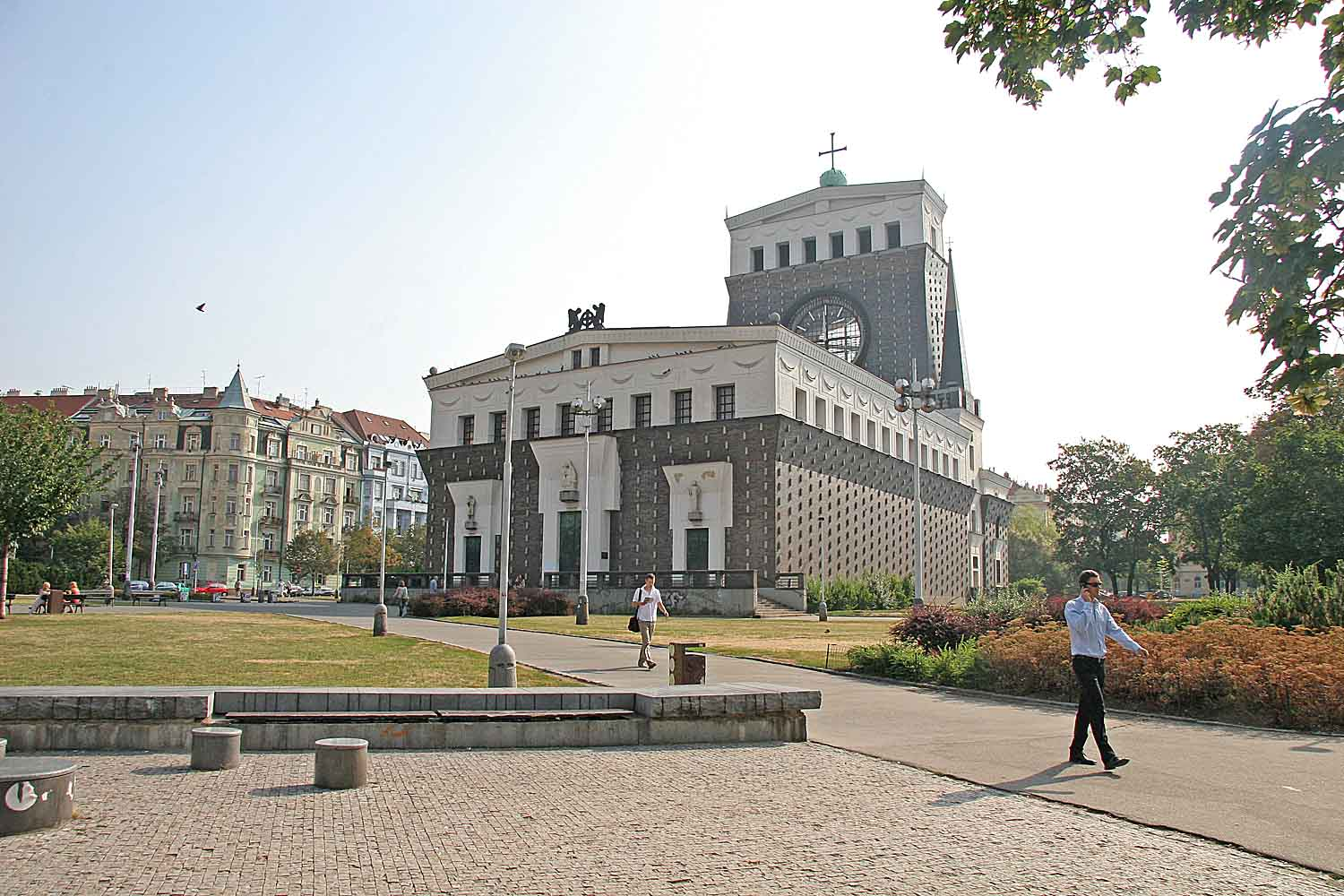
Kostel Nejsvětějšího srdce Páně, Praha

Církev římskokatolická – jednotlivé konkrétní prostorové nároky a dispoziční vazby vyplývají z liturgických požadavků. V současné době jsou bohoslužebné prostory většinou doplňovány řadou doprovodných funkcí a přerůstají ve společenská a pastorační centra.
- Kostel Nejsvětějšího srdce Páně, Praha (1928–1932), architekt Josip Plečnik
- Kostel sv. Václava v Břeclavi (1995)
- Hřbitovní kaple sv. Anežky České v Březůvkách (1998–2002)
- Kaple sv. Barbory v Rudicích (1999–2002)
- Kaple Vzkříšení a charitativní středisko ve Vratislavicích (1999–2002)
- Kostel Panny Marie Vítězné v Moravském Žižkově (2002)
- Kostel Panny Marie Vítězné a klášter Trapistů v Novém Dvoře (2000–2004)
- Kostel Panny Marie Pomocnice křesťanů ve Zlíně-Jižních Svazích (2000–2003)
- Kostel sv. Ducha ve Starém Městě u Uherského Hradiště (2014)

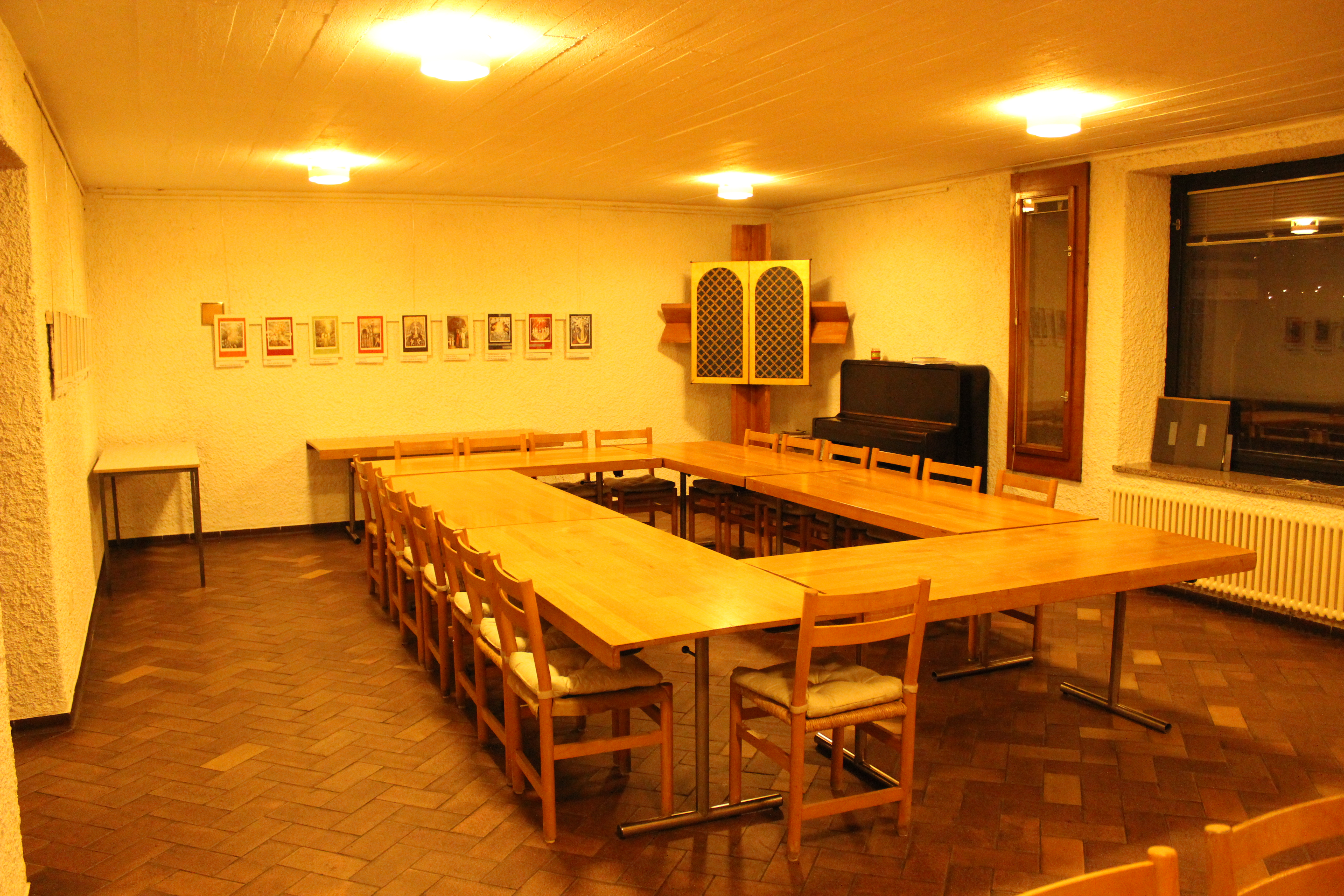
Interier kostela U Jákobova žebříku, Praha, Českobratrská církev evangelická

Českobratrská církev evangelická – znakem budov pro náboženské účely je jednoduchost a prostota, což odpovídá evangelickému chápání zbožnosti, která podle evangelia nemá být okázalá. Vyplývá to i ze snahy reformace o církev očištěnou od všeho vnějšího (nádhery a pompy). Když bylo po době protireformační povoleno evangelické vyznání (helvetského nebo luterského zaměření), bylo výslovně nařízeno, že evangelická modlitebna (postavená za obcí) nesmí připomínat kostel, nesmí mít zvony, věž ani veřejný vchod, který musí být na opačné straně, než je vesnice. Místem shromažďování je chrám, modlitebna nebo sborová místnost, pokud možno doplněná o menší prostor ke vzdělávacím shromážděním. Evangelické stavby se – zvláště ve větší zástavbě – ztrácejí a často jdou těžko najít. Zvláštností je, že v několika případech je bohoslužebný prostor včleněn do činžovního domu. V kazatelských stanicích jsou modlitebny velmi prosté kostelíky nebo malé domky.
- Sborový dům v Letohradě, 1997–2003
- Kostel u Jákobova žebříku v Praze-Kobylisích (1969–1971, dostavba 1995–2001)

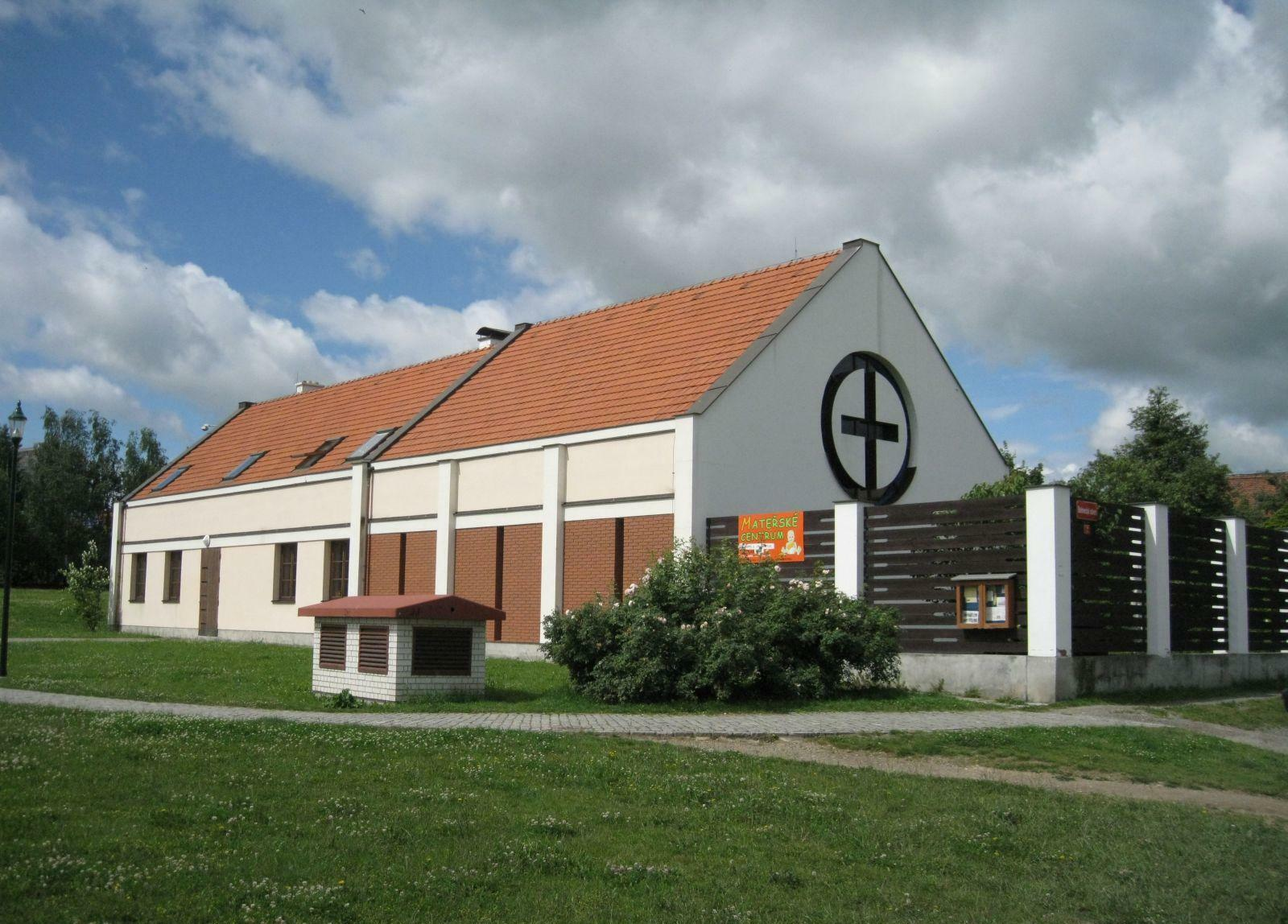
Modlitebna evangelické církve metodistické v Plzni

Evangelická církev metodistická – budovy této církve nevykazují žádný jednotný ani "církevní" styl. Vlastní kostely v moderním stylu i řadové budovy připomínající obytné domy, stačí, když poskytují dostatek prostoru pro různé druhy sborové činnosti. Vnitřní zařízení a uspořádání je prosté, modlitebny nemají svátostný prostor ani oltáře, nebývají v nich (až na výjimky) obrazy svatých ani obrazy s biblickými výjevy. Obrazy nejsou, jako i v jiných evangelických kostelech, předmětem uctívání.
- Církevní a duchovní centrum v Plzni (1999)

Jednota bratrská – jsou pro ni typické tzv. "sborové domy", kde nad velkým bohoslužebným sálem v přízemí, nazývaném "modlitebna", bývá v horním patře byt duchovního. Charakteristické jsou bílé lavice a bílá barva vnitřního zařízení jako symbol pokory a čistoty. Společným symbolem je znak beránka, obkroužený palmovou ratolestí.
- Budova sboru v Nové Pace
- Budova sboru v Liberci

Křesťanské sbory – vzhledem k tomu, že Křesťanské sbory nepraktikují při bohoslužbách žádné obřady, jsou objekty projekčně i stavebně jednoduché s charakterem domů bez dominantních rysů. Shromažďovací sály mají charakter společenské místnosti s hygienickým zázemím. Sbory nepoužívají oltáře ani jiné náboženské symboly, obrazy nebo sochy.
- Sborový dům v Ostravě-Kunčičkách (1991)

Obec křesťanů v ČR – význačným rysem mnoha svatyní je specifický stavební sloh, opírající se o antroposofickou architekturu. Jejich společnými rysy je oslabení pravoúhlého schématu a jeho nahrazení soustavami lomených hran a ploch a hojné využívání organických tvarů. Tento charakteristický sloh se projevuje v zevní architektuře mnoha budov Obce křesťanů, na architektuře vnitřní vždy.
- Kaple sv. Jana v Praze

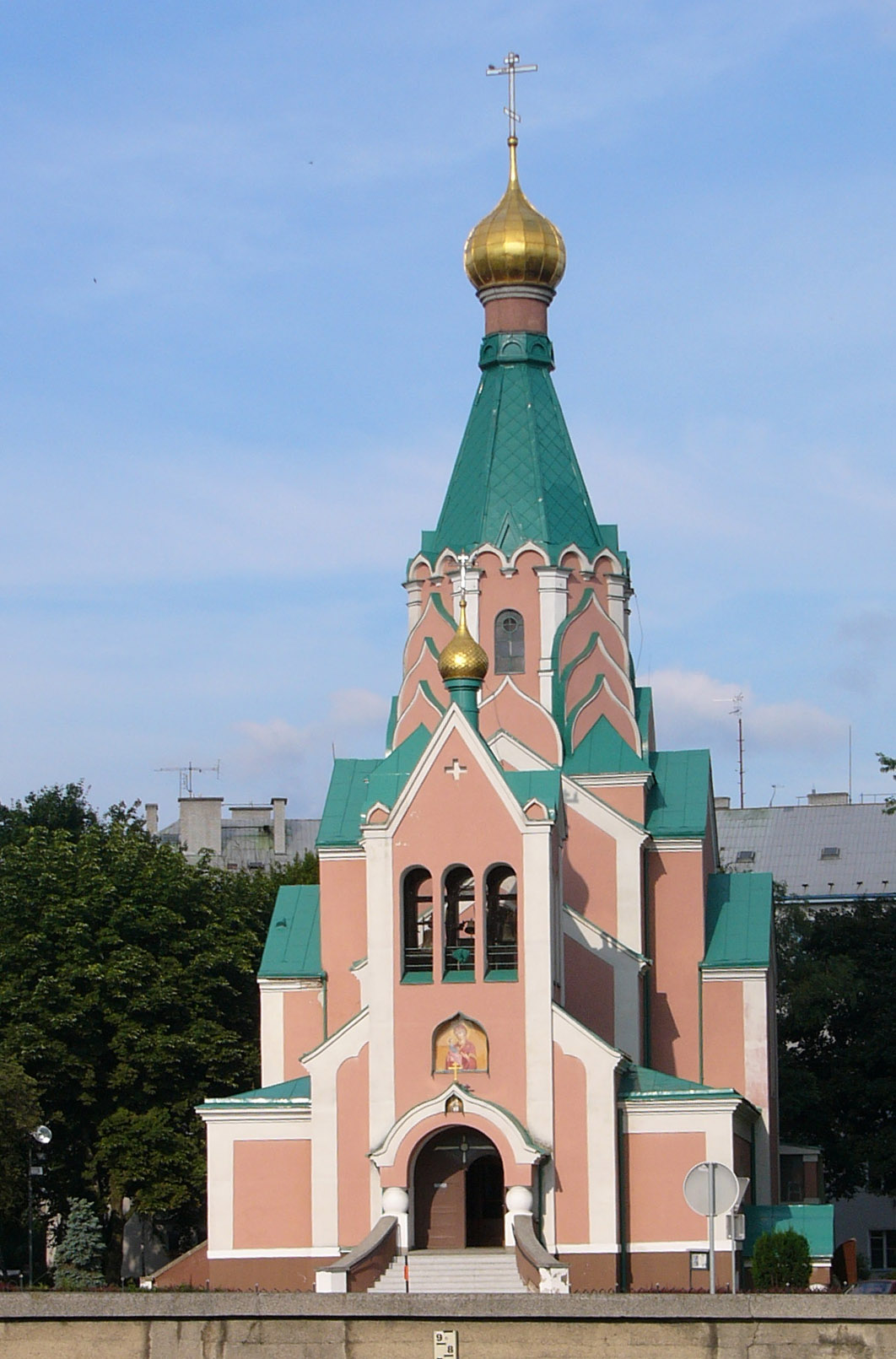
Pravoslavný chrám sv. Gorazda v Olomouci

Pravoslavná církev – chrámy bývají stavěné v byzantské stylu, orientovány k východu. Skládají se z oltáře, chrámové lodi a předsíně. Chrámovou loď a oltářní část dělí (a zakrývá) ikonostas. Hlavní vchod je bohatě zdobený a bývá nazývaný královský, protože před ním křesťanští králové snímali znaky svého důstojenství (korunu, žezlo, meč), aby se poklonili Králi Králů Ježíši Kristu. Tento vchod někdy bývá nízký a úzký, což je inspirované evangeliem (Mt 7,14 – do Božího království vcházíme totiž těsnou branou a po úzké cestě). Nejznámějším příkladem takového vchodu je asi 1 m nízký a uzounký vchod do baziliky Narození Páně v Betlémě. Velký význam je v pravoslavných chrámech kladen na světlo – hluboký symbolický význam má tvar oken i jejich počet a rozmístění. Chrám bývá zastřešen kupolemi a někdy je celý dřevěný.
- Chrám sv. Václava v Brně (1930)
- Chrám sv. Gorazda v Olomouci (1939)
- Pravoslavný chrám Zesnutí přesvaté Bohorodice v Praze (1924)
- Areál monastýru Zesnutí přesvaté Bohorodice ve Vilémově u Litovle (1993)
- Chrám sv. Ducha v Šumperku (1998)
- Kaple sv. Mikuláše v Karlových Varech (2002)

Slezská církev evangelická augsburského vyznání – kostel mívá obdélníkovou podlouhlou svatyni s galeriemi po stranách, někdy i vícepatrové. Oltář bývá na kratší straně obdélníku. Evangelické kostely nemívají postranní oltáře. Interiér je stejný jako u ostatních evangelických kostelů: úzká vstupní hala, loď, kněžiště s vyvýšeným oltářem (tzv. béma, tvořená několika schody, zdůrazňuje odstup mezi duchovním a věřícími). Na zadní stěně oltáře je obraz Ježíše Krista a kolem něj dřevěné sochy čtyř evangelistů. Na oltáři jsou svícny, kříž a kalich s patenou. Stěny kostela jsou hladké, bílé.
- Sborový dům v Neborech (2001)

### Asie

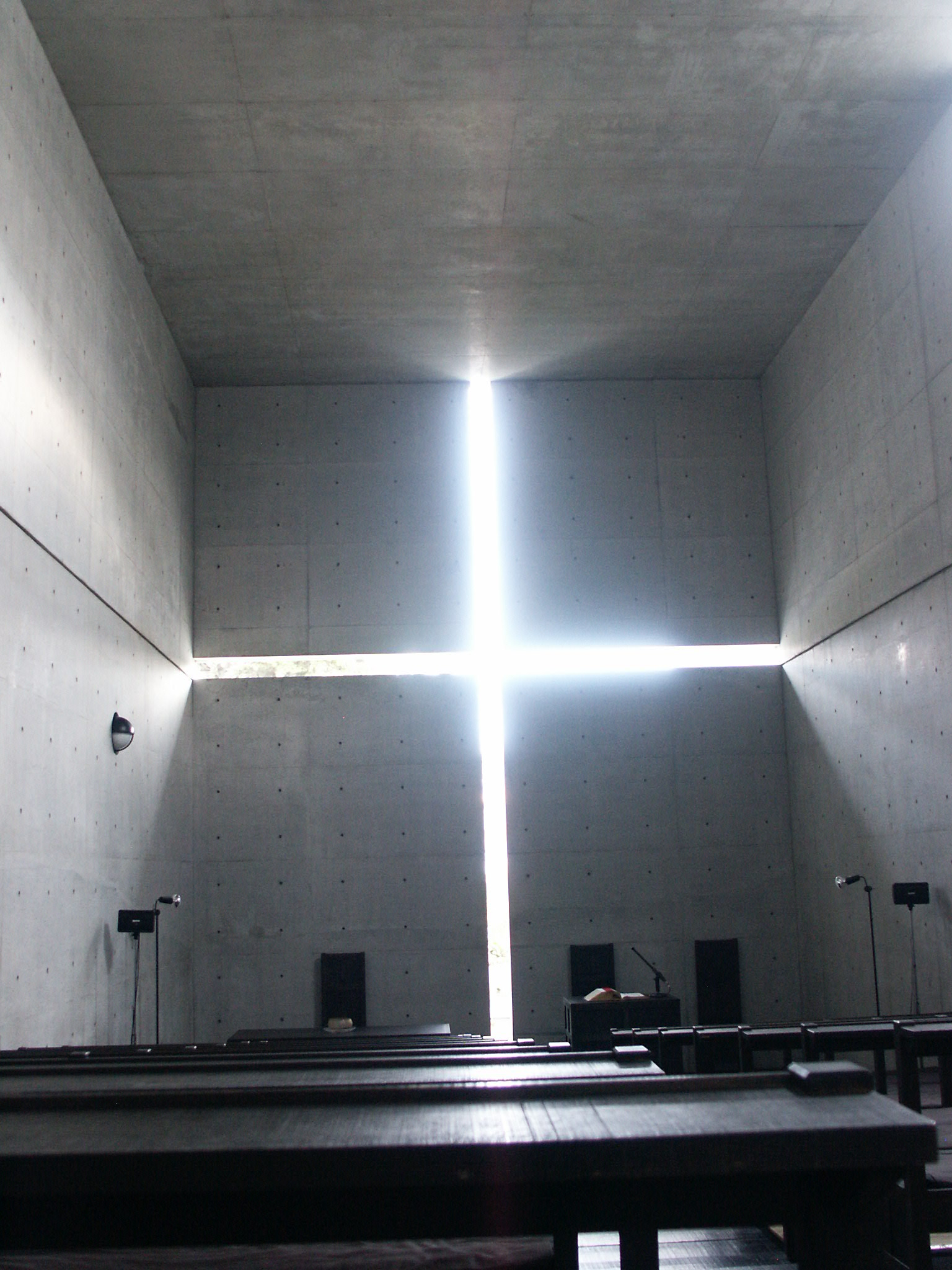
Chrám světla, Japonsko

- Kostel sv. Martina, Dillí, Indie (1930) – byl postaven pro potřeby britské armády v tehdejší kolonii, snad proto připomíná pevnost, prostou jakékoliv dekorace. Byl vystavěn z cihel jako monumentální a neproniknutelná zděná stavba s cílem uchránit věřící a návštěvníky před vedrem a deštěm a částečně proto, že cihly byly levné a převážně nekvalifikovaní místní dělníci s nimi uměli dobře zacházet. Podařilo se propojení nové průmyslové estetiky 20. let 20. století s klasickou geometrií a půdorysem anglického farního kostela. Střechu tvoří řada betonových oblouků. Prostý a vzdušný interiér je z atmosférického hlediska velmi účinný. Dnes patří Severní diecézi indické církve.[72]
- Chrám světla, Ósaka, Japonsko (1989) – prostý obdélník betonových panelů volně stojících stěn vytváří dramatický dojem budovy. Interiér působí velmi silným dojmem díky průřezu stěn za oltářem, který vytváří kříž světla. Ten měl původně zůstat nezasklený, aby věřící mohli pocítit Boží přítomnost, ale vzhledem k chladu v zimních měsících architekt svůj záměr změnil. Světlo procházející tímto křížovým otvorem se odráží na betonové střeše a symbol kříže se zdá být všudypřítomný, takže není třeba toto jasné poselství zesilovat uměleckými díly s náboženskými motivy. Podlaha ze zčernalého cedru se k oltáři svažuje, neboť církev se domnívá, že Kristus se pohyboval mezi svým lidem a kněz by měl činit totéž. Chrám je důkazem, že i architektura prostá veškerých dekoračních prvků může být bohatá na symboliku a přinášet i duchovní rozměr. Slouží japonské větvi Jednotné církve Kristovy.[73]

### Afrika
- Bazilika Panny Marie Královny míru v hlavním městě Pobřeží slonoviny je s plochou 30 000 m2 největším křesťanským chrámem světa. Byla postavena v letech 1988–1990 z italského mramoru v neoklasicistním slohu. Kupole dosahuje do výšky 158 metrů a má průměr 90 metrů. Chrám pojme 18 000 věřících. Barevná okna o ploše 7000 m2 dosahují výšky až 36 metrů a utápějí interiér do mystického svitu. Stavba baziliky byla financována ze soukromých prezidentových prostředků a vzbudila vzhledem k zoufalé hospodářské situaci země značné kontroverze.[74]
- Kostel Faith Tabernacle, Nigérie (1998)

### Amerika
Na americkém kontinentu najdeme řadu křesťanských sakrálních staveb z 20. století ve stylu organické architektury.
- Kostel sv. Františka z Assisi, Pampulha, Brazílie (1944–1945) – střecha kostela jako by kopírovala vlny narážející na brazilské pobřeží. Realizace tohoto nápadu musela působit betonové technologii poloviny 40. let značné obtíže, které byly ovšem skvěle zvládnuty a složitá řada parabolických oblouků působí samozřejmě a sebejistě. Celek vypadá, jako by moře vyplavilo na břeh obrovskou škebli, přes niž se převalila vlna.[75]
- Kostel Zázračné Panny Marie, Mexico City, Mexiko (1955)

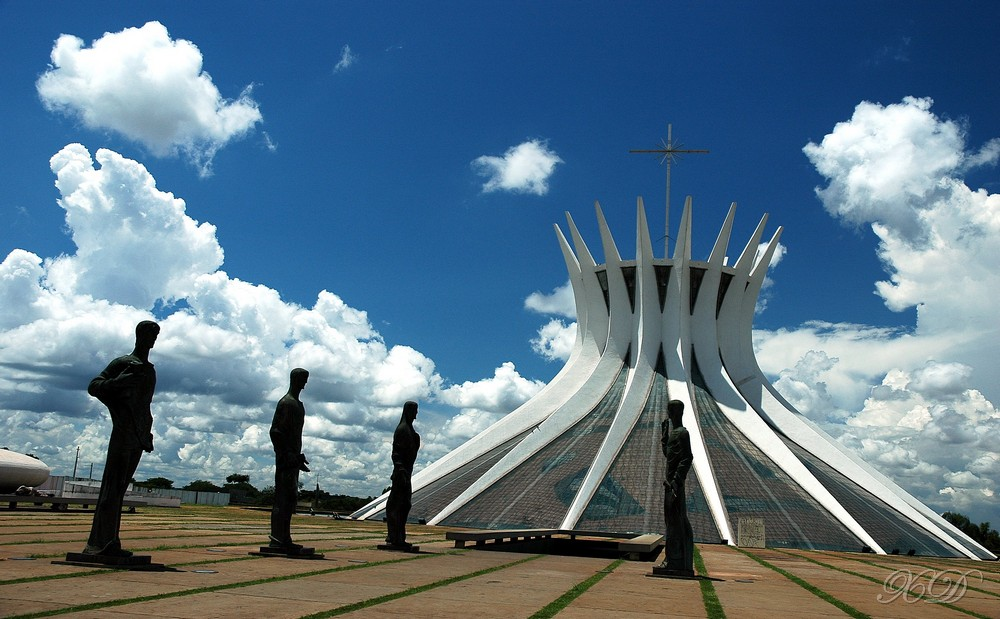
Katedrála Zjevení Panny Marie, Brasília

- Katedrála Zjevení Panny Marie, Brasília, Brazílie (1970) – betonová a skleněná oválná stavba sestává ze šestnácti prohnutých, čtyřicetimetrových betonových žeber. Symbolika tohoto tvaru není jednoznačná: někdo v něm spatřuje k nebi vztažené ruce, jiní v něm vidí Kristovu trnovou korunu. Zařízení interiéru se omezuje na nevelký počet prvků, přesto je velmi působivé. Okna mají modré a zelené vlnové motivy a nad hlavami návštěvníků se vznášejí sochy tří andělů v nadživotní velikosti. Vejčitý tvar nad oltářem symbolizuje vznik života.[76]
- Catedral Metropolitana, Rio de Janeiro, Brazílie (1964–1976) – chrám zasvěcený sv. Šebestiánovi má tvar komolého kužele o průměru 106 m a výšce 80 m, vejde se do něj 20 000 věřících. Je vybudován z betonu a jeho pestrobarevná okna jsou z umělé hmoty. Hlavní církevní představitelé přikládají velký význam tvrzení, že se jedná o estetickou poklonu chrámovým stavbám starých Mayů.[77]
- Chrám v Sao Paulu, Brazílie (1913–1967) – byl vystavěn v neogotickém slohu, což je překvapivé, protože tento sloh byl typický pro konec 19. století. V průčelí má dvě špičaté věže a nad křížením mohutnou kupoli. Chrám je považován za symbol jihoamerické teologie osvobození a jeho dvě věže získaly označení "věže lidu". Sao Paulo má z hlediska křesťanské víry skandální historii – v roce 1729 zde provozoval benediktinský řád dva kláštery a tři hospice se 144 otroky. Ospravedlnění této účasti na otroctví, na niž bylo pohlíženo jako na součást misionářské práce, se nazývalo "koloniální teologií". Na začátku 19. století se však církevní hodnostáři přidali k brazilskému hnutí za nezávislost a podporovali zrušení otroctví.

### Austrálie
- Katedrála sv. Patrika, Bunbury (1919–1921) – po zničení tajfunem v roce 2005 byla znovu postavena a v roce 2011 vysvěcena.